# Almudena Cid
Almudena Cid Tostado (Vitoria, 15 de junio de 1980) es una ex gimnasta rítmica, actriz y escritora española que compitió en la selección nacional. Participó en cuatro Juegos Olímpicos: Atlanta 1996, Sídney 2000, Atenas 2004 y Pekín 2008. Obtuvo el diploma en los dos últimos y es la única gimnasta rítmica que ha disputado cuatro finales olímpicas.
Logró el oro en los Juegos Mediterráneos de Almería 2005, obtuvo varias medallas internacionales oficiales y consiguió 8 títulos de campeona de España en el concurso general de la categoría de honor. A lo largo de su carrera ha tenido a entrenadoras como Agurtzane Ibargutxi, Iratxe Aurrekoetxea, Aurora Fernández, Mar Lozano, Emilia Boneva, Ana Bautista o Dalia Kutkaite. Creó un elemento propio llamado el Cid Tostado, un rodamiento de pie a pie en posición de spagat hiperextendido. Tras 21 años de carrera deportiva, se retiró el 23 de agosto de 2008. Posee entre otros reconocimientos la Medalla de Oro de la Real Orden del Mérito Deportivo (2009).
Actualmente se dedica al mundo de la interpretación y ejerce como comentarista en las competiciones de gimnasia rítmica en Teledeporte, habiendo acompañado a Paloma del Río hasta su jubilación. Desde 2014 escribe Olympia, serie de cuentos infantiles que narra su vida deportiva.

## Biografía deportiva

### Inicios

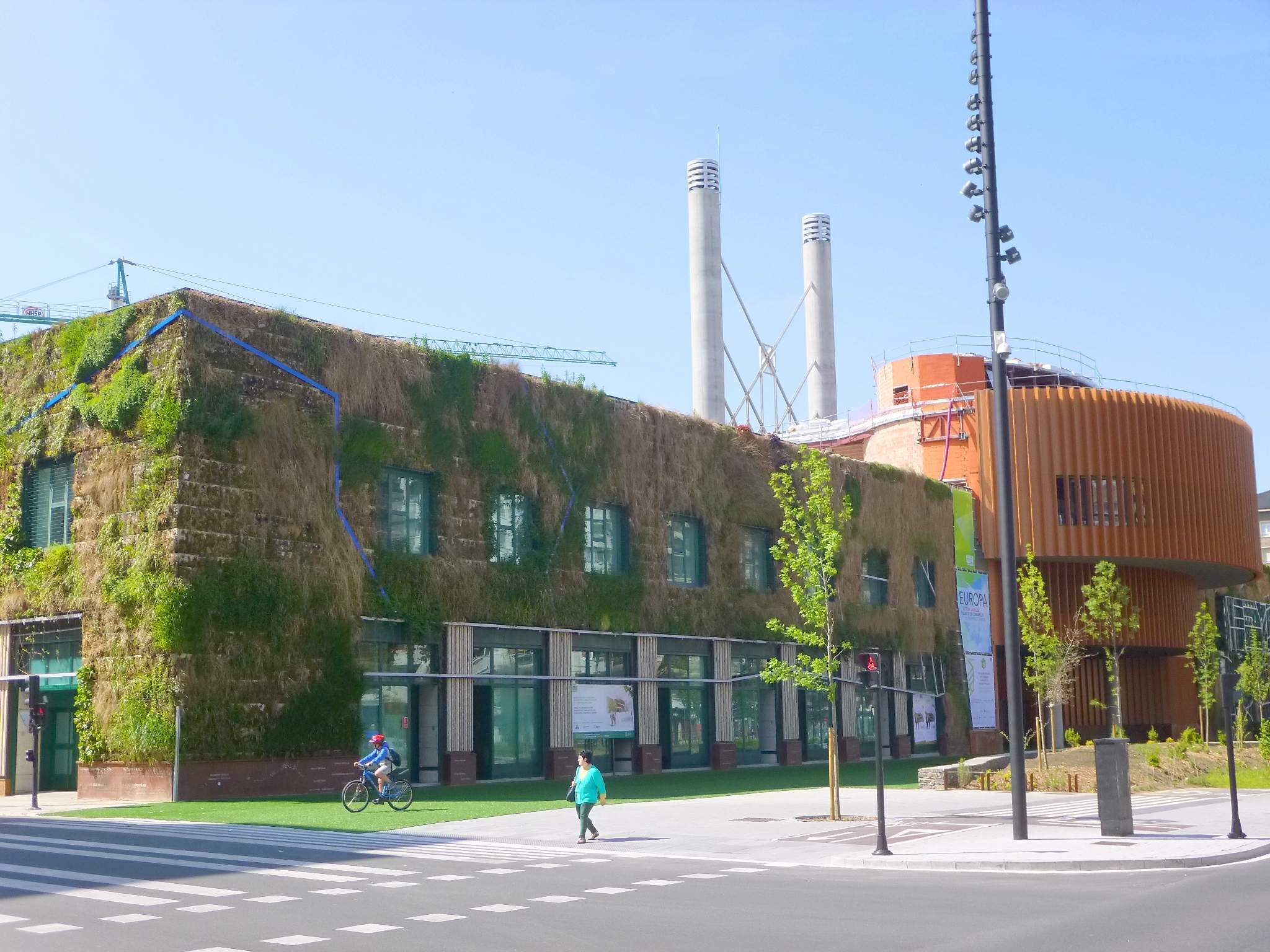
El Centro Cívico Europa (Vitoria) fue uno de los lugares donde entrenó Cid con el Club IVEF.

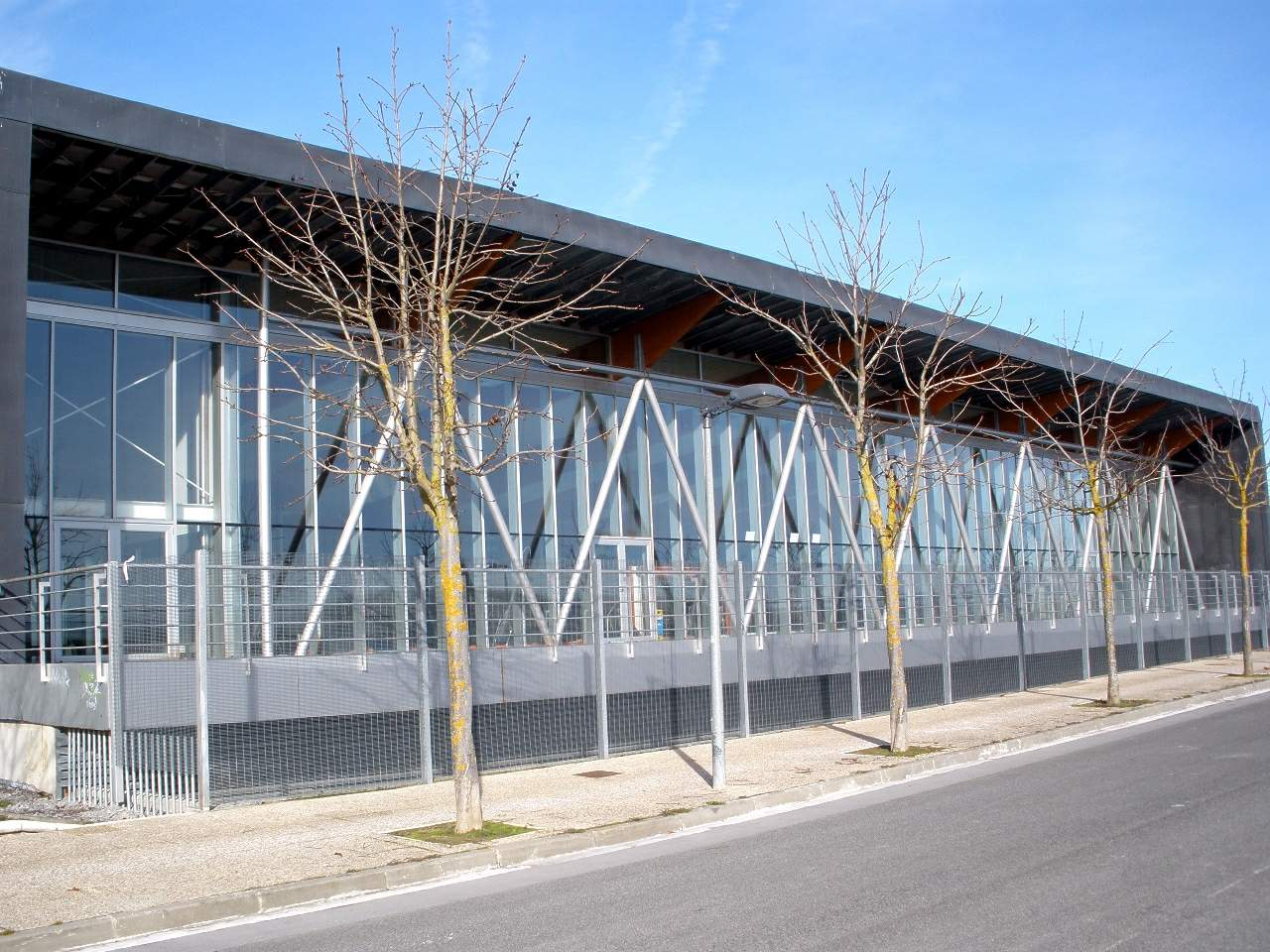
Almudena entrenó en el Polideportivo Abetxuko (Vitoria) durante su etapa en el Club Aurrera.

Almudena Cid comenzó a practicar gimnasia rítmica a los 7 años en el Colegio Arantzabela Ikastola de Vitoria como parte de las actividades extraescolares. Tendría como entrenadora a Agurtzane Ibargutxi. Poco después pasó a formar parte del Club Arabatxo, donde siguió siendo entrenada por Ibargutxi pero esta vez en el gimnasio de la Fundación Estadio.
Posteriormente se trasladó a una escuela del Ayuntamiento entrenada por Iratxe Aurrekoetxea, que pronto pasó a llamarse Club IVEF. Allí entrenó alternativamente unos dos años tanto en el Centro Cívico Europa como en el polideportivo del IVEF (Instituto Vasco de Educación Física), actual Facultad de Ciencias de la Actividad Física y del Deporte de la Universidad del País Vasco. El club se convirtió posteriormente en una sección del Club Deportivo Aurrera de Vitoria, denominándose entonces Club Aurrera, aunque en 1996 se independizó y pasó a llamarse Club Beti Aurrera, que es su nombre actual. En su etapa en el Aurrera entrenó siempre a las órdenes de Aurrekoetxea y Aurora Fernández del Valle en el Polideportivo de Abetxuko (Vitoria). Del Aurrera surgirían otras famosas gimnastas nacionales como Tania Lamarca o Estíbaliz Martínez. En 1991 viajó con el club a Rusia para entrenar durante unos días con el equipo nacional soviético y la seleccionadora Marina Fateeva. Según ha declarado en varias ocasiones, uno de sus primeros referentes fue la gimnasta rusa Oksana Kóstina, a quien conoció en Bruselas en 1992. En el Campeonato de España Individual de 1993, disputado en Valladolid, fue 5.ª en categoría júnior. Aunque la seleccionadora Emilia Boneva ya le ofreció entonces entrar al equipo nacional, decidió quedarse en Vitoria para poder terminar la EGB, recibiendo una beca a distancia de la RFEG hasta que volvió a ser reclamada.
En una entrevista en 1995, Aurrekoetxea, preguntada por las características de Cid, señaló su preparación técnica y destacó su confianza en ella para el futuro:

«Almudena siempre ha tenido unas cualidades físicas muy buenas, impresionantes. Desde el principio se le ve que tiene una flexibilidad tremenda [...] Puede hacer cosas grandes pero necesita tiempo. Ahora es muy joven [...] en el mundo hay gimnastas muy buenas [...] y ella ahora tiene que coger mucha experiencia».
—Iratxe Aurrekoetxea, en declaraciones en 1995 a ETB

### Etapa en la selección nacional

#### 1994-1996: ciclo olímpico de Atlanta 1996
Con 13 años, en mayo de 1994, disputó su primera competición internacional, la Gimnasiada celebrada en Chipre, donde obtuvo el oro en pelota, el bronce en la general y el bronce por equipos. Poco después sufrió una lesión en el pie y fue escayolada. A pesar de ello, pudo competir infiltrada en el Campeonato de España Individual, nuevamente en Valladolid, donde fue subcampeona de España júnior. Meses más tarde, en noviembre de 1994, aceptó finalmente la llamada de la búlgara Emilia Boneva para entrar en la selección nacional de gimnasia rítmica de España individual, que se concentraba permanentemente en un chalet en Canillejas (Madrid), entrenando una media de 8 horas diarias en el Gimnasio Moscardó. Allí fue dirigida por la entrenadora de individuales Mar Lozano. En ese mismo chalet se concentraban también las Niñas de Oro, el conjunto español que sería posteriormente campeón olímpico en Atlanta 1996 integrado por Marta Baldó, Nuria Cabanillas, Estela Giménez, Lorena Guréndez, Tania Lamarca y Estíbaliz Martínez.

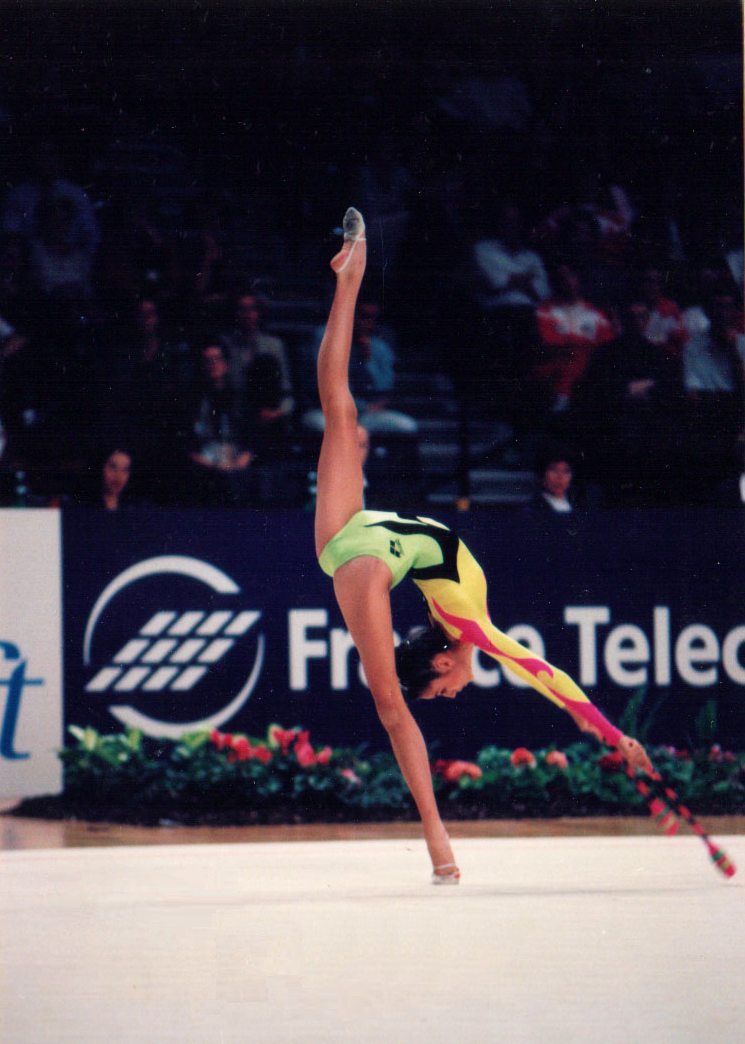
Almudena Cid en el Mundial de Viena, su debut mundialista (1995).

En el Campeonato de España Individual de 1995, disputado en Alicante, Cid consiguió su primer título de campeona de España en el concurso general de la categoría de honor por delante de Claudia Pérez y Nuria Cabanillas, siéndolo también en cada uno de los aparatos. En junio de 1995 participó en la Final de la Copa de Europa, en Telford (Inglaterra), donde logró la duodécima posición. Posteriormente, en el Campeonato Mundial de Viena, obtuvo el undécimo puesto en el concurso general y, junto a Alba Caride, el quinto puesto por equipos, lográndose así clasificar a dos gimnastas individuales por parte de España para los Juegos Olímpicos de Atlanta 1996.
En 1996 consiguió un décimo puesto en la final del concurso general del Campeonato Europeo de Asker/Oslo, así como el octavo puesto en la final de cuerda, y el séptimo en la final de cinta. En el Campeonato Mundial de Budapest conseguiría su mejor posición en unos Mundiales, al lograr un cuarto puesto en la final de cuerda (en 2001 repetiría la posición al ser cuarta en aro), además de un sexto en la de pelota. Ese mismo año iría a los Juegos Olímpicos de Atlanta 1996 como una de las dos gimnastas individuales del equipo, siendo la otra Alba Caride. Tras quedar en quinto lugar en los preliminares y novena en la semifinal, Almudena consiguió meterse en su primera final olímpica, acabando en novena posición y siendo la más joven de la competición.

#### 1997-2000: ciclo olímpico de Sídney 2000

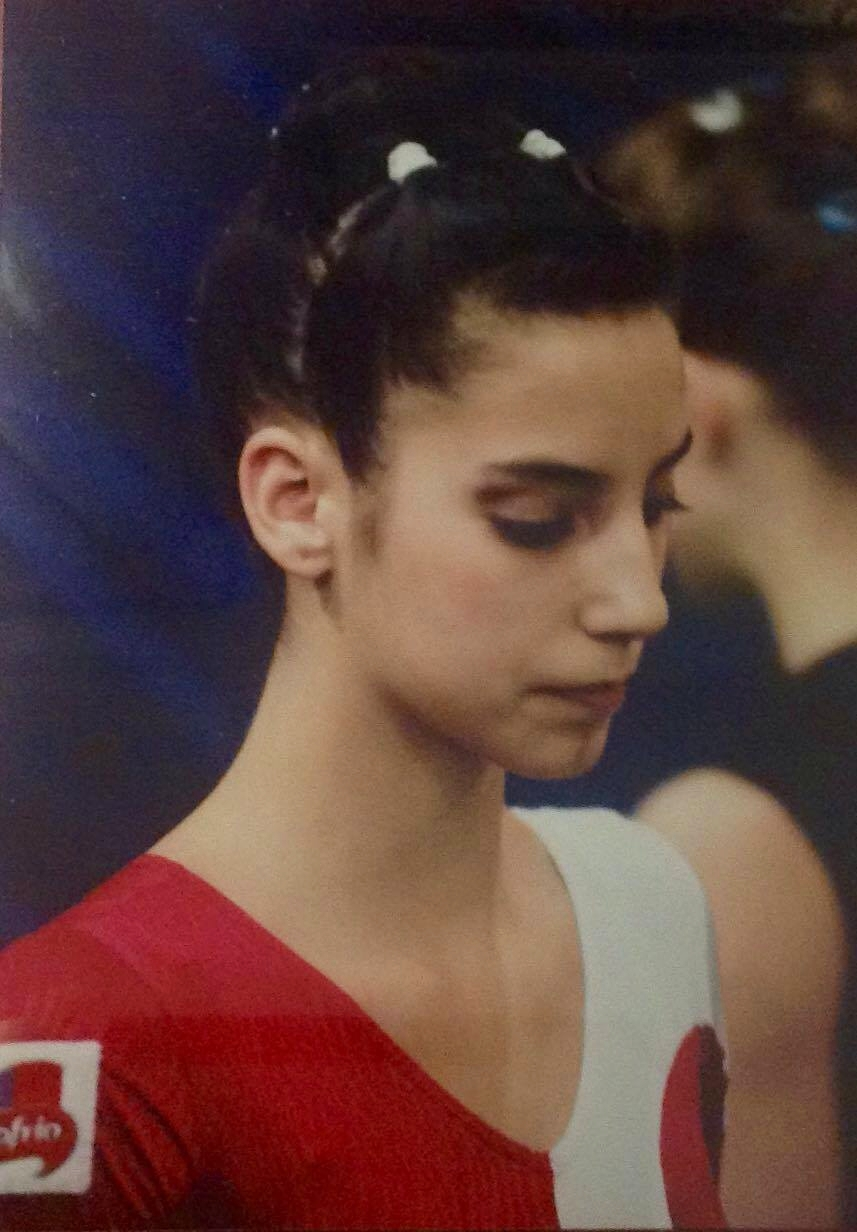
Cid antes de salir al tapiz con la cuerda en el Europeo de Asker (1996).

En 1997 empezó a ser entrenada en la selección por Ana Bautista, quien permanecería con ella casi todo el ciclo olímpico. Ese año acudió al torneo internacional de Prato, donde consiguió 3 bronces y una plata. En el Campeonato Europeo de Patras, logró un undécimo puesto en el concurso general y un octavo puesto en la final de aro. En el Campeonato Mundial de Berlín de ese mismo año, repetiría el undécimo puesto en el concurso general, y sería octava en la final de mazas, séptima en la de cinta y, junto a Alba Caride y Esther Domínguez, séptima en la de equipos.
Para 1998 participó en el torneo Julieta Shismanova en Sofía (Bulgaria) donde logró un bronce en la general y en todas las finales por aparatos. Posteriormente se alzó con el oro en la general y en los tres aparatos en el torneo internacional de Portimão. Ese año, en el Campeonato Europeo de Oporto, consiguió el noveno puesto en la general y el quinto por equipos. En el torneo masters individual, celebrado durante el Campeonato Mundial de Sevilla para conjuntos, consiguió el sexto puesto en los cuatro aparatos (cuerda, aro, mazas y cinta).
En 1999, disputó el Campeonato Europeo de Budapest, quedando en undécima posición en la final del concurso general. Para el Campeonato Mundial de Osaka, la Federación Española de Gimnasia tenía como mayor objetivo clasificar al conjunto y a 2 gimnastas individuales para los Juegos Olímpicos de Sídney 2000. Con un equipo individual compuesto por Cid, Esther Domínguez y Alba Caride, España alcanzó su objetivo al acabar quinta en la competición por equipos. Además, Almudena consiguió la duodécima posición en la general y la séptima en la final de cuerda.
Para 2000 ya era entrenada por Dalia Kutkaite en sustitución de Ana Bautista. En febrero de ese año participó en el torneo International Gymnastics Challenge de Sídney, siendo 11.ª en la calificación. Ese mismo año compitió en el Torneo Internacional Copa de Opale de Calais, donde consiguió el bronce en la general y tres oros y una plata en las finales por aparatos. Ese año tuvo una temporada destacada, logrando en el Campeonato Europeo de Zaragoza un octavo puesto en la competición general, un cuarto puesto en la competición por equipos y un quinto en la final de aro, consiguiendo ser seleccionada para asistir a los Juegos Olímpicos de Sídney 2000. En los mismos compitió con el menisco roto. Almudena logró clasificarse para su segunda final olímpica, quedando nuevamente en la novena posición. Posteriormente fue operada del menisco.
A finales de 2000, el presidente y gran parte del equipo técnico de la Federación Española dejaron sus puestos. Debido a la situación inestable de la Federación, Esther Domínguez y Almudena decidieron marcharse a sus respectivos clubes a continuar sus entrenamientos. En Vitoria, Almudena se reencontró con su entrenadora del Club Beti Aurrera, Iratxe Aurrekoetxea, a la cual se le considera la artífice del «renacimiento» de Cid. Ambas acabaron mudándose a Barcelona para trabajar juntas en el Centro de Alto Rendimiento de San Cugat del Vallés. La Federación Española la volvería a convocar al Centro de Alto Rendimiento de Madrid, pero Almudena consideró que lo más adecuado para mejorar su rendimiento era permanecer con Iratxe.

#### 2001-2004: ciclo olímpico de Atenas 2004

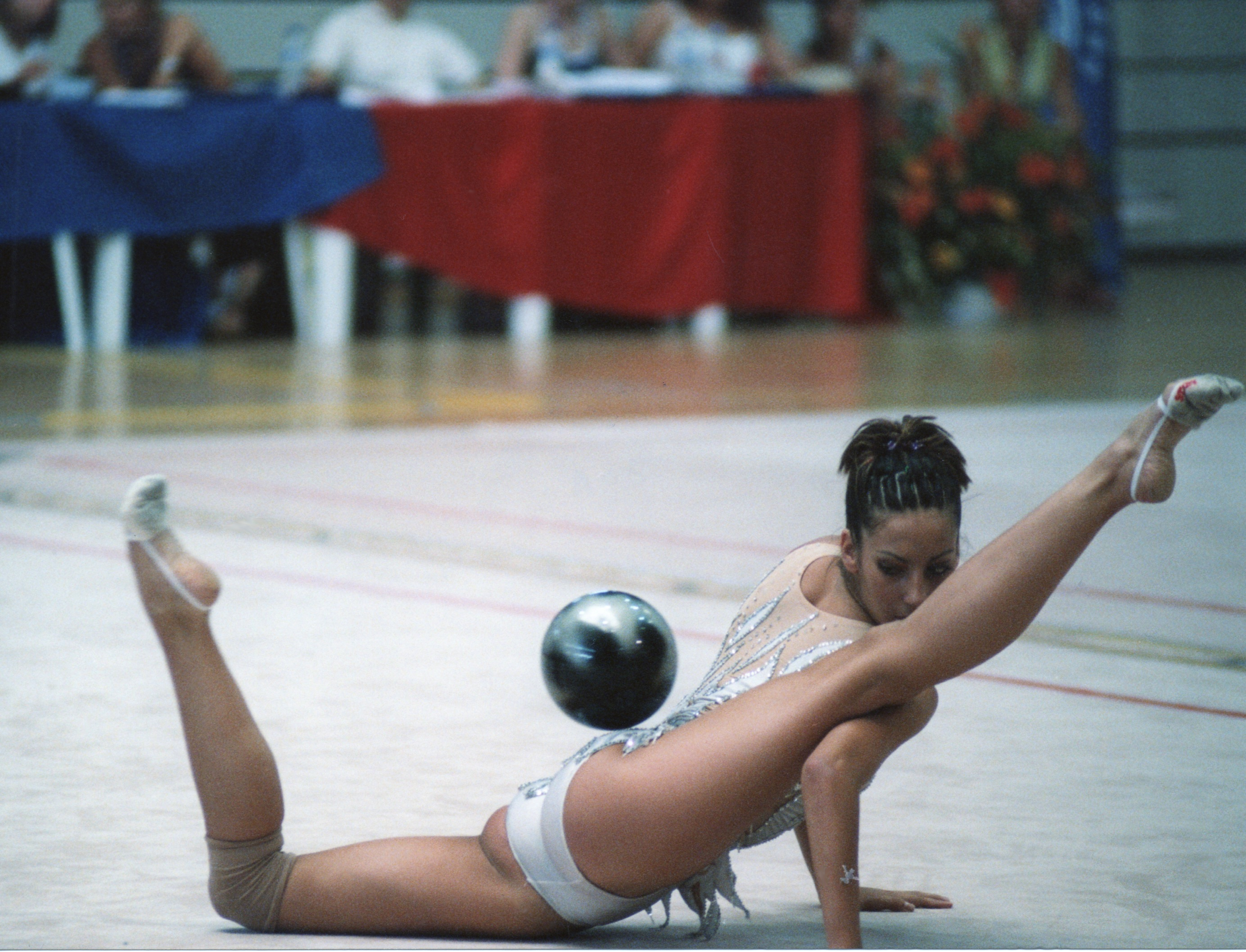
Almudena realizando el Cid Tostado en el Campeonato de España en Leganés (2002). En este montaje usó «La tieta» de Joan Manuel Serrat.

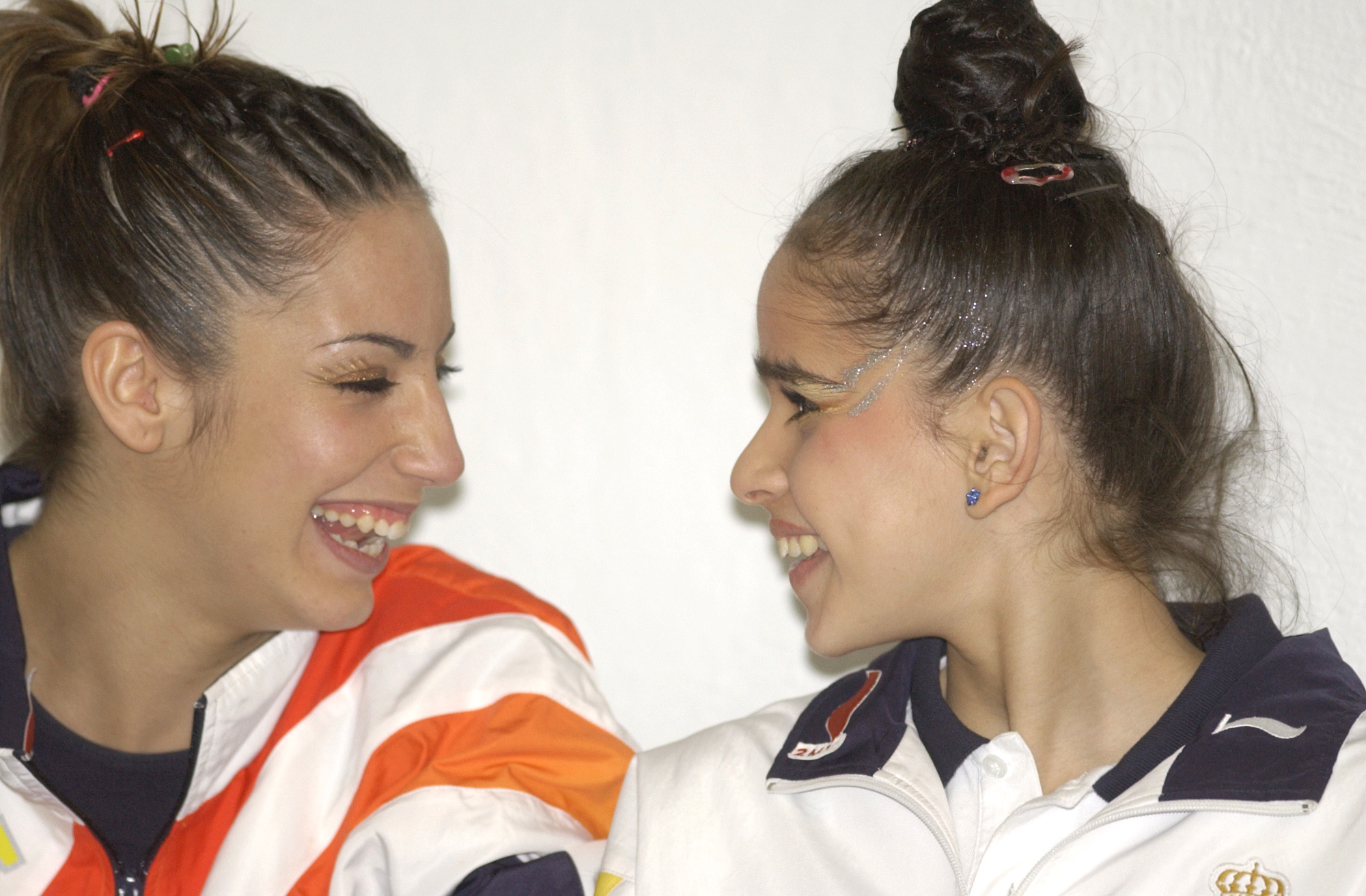
Cid (izqda.) y Jennifer Colino (derecha) en el Campeonato Europeo de Granada en 2002.

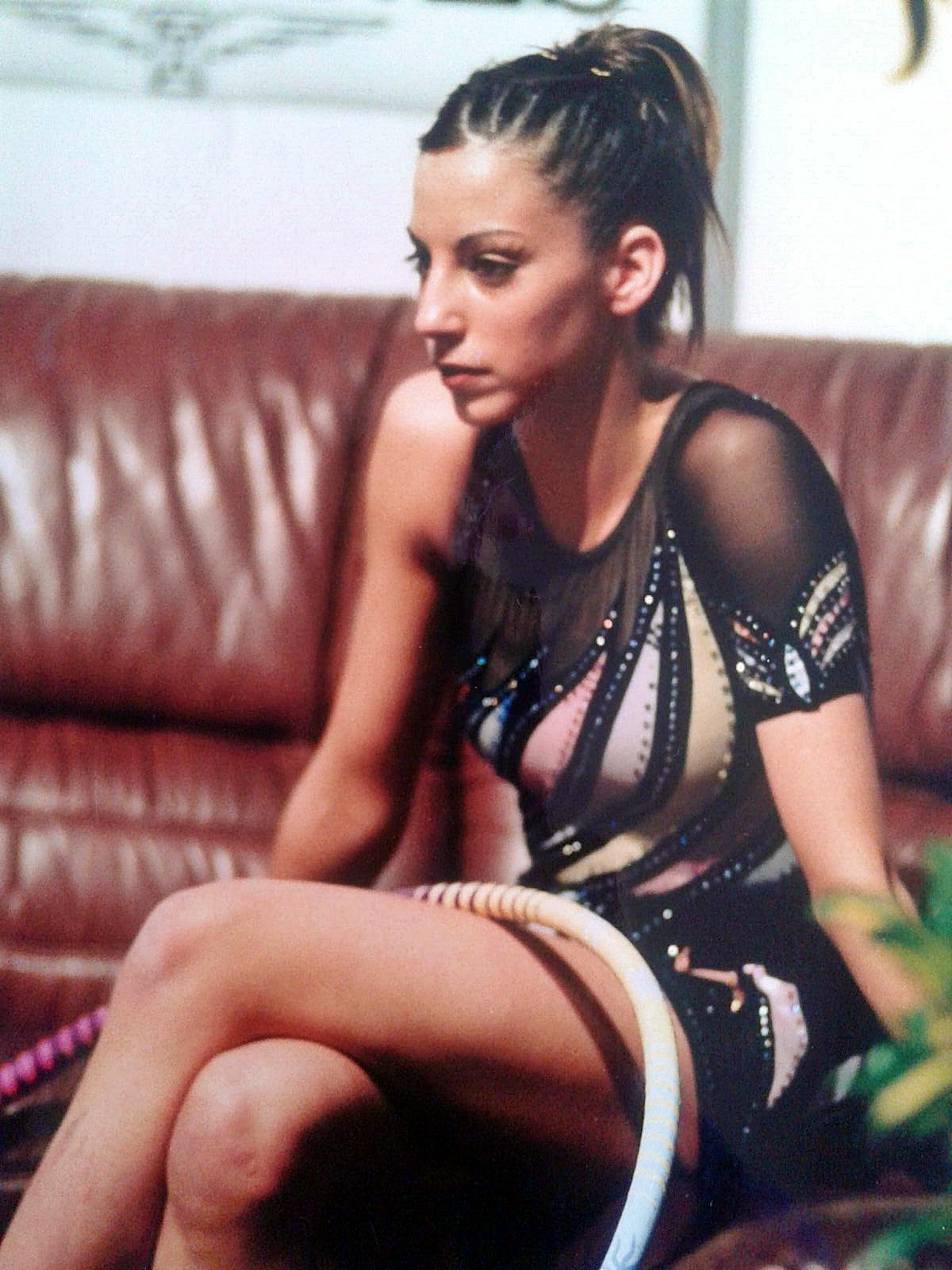
Cid esperando la nota de aro en el Europeo de Riesa (2003).

En 2001, la Federación Internacional de Gimnasia presentó un nuevo Código de Puntuación que duplicó la cantidad de dificultades requeridas. Este nuevo sistema llevó a la retirada de algunas de las gimnastas del ciclo olímpico anterior, incluyendo la española Esther Domínguez, pero Cid consiguió adaptarse y pasó a ser una de las gimnastas de mayor edad del circuito. En mayo de ese año logró, con el equipo español combinado de varias disciplinas de gimnasia, la medalla de bronce en el primer Campeonato Europeo por Equipos celebrado en Riesa (Alemania), una competición oficial de la UEG. El equipo español en esa competición estuvo formado además por Esther Domínguez y por cuatro representantes de gimnasia artística: Alejandro Barrenechea, Víctor Cano, Sara Moro y Laura Martínez. En el Campeonato Europeo de Ginebra presentó en su ejercicio de pelota un elemento propio, el Cid Tostado, en el que mostraba un rodamiento de pie a pie en posición de spagat hiperextendido. Este elemento fue aprobado ese mismo año por la FIG y proporcionó a Almudena un 0.10 en originalidad en cada uno de sus ejercicios de pelota. En esa competición logró la séptima plaza en pelota y la octava en mazas. En agosto disputó los Juegos Mundiales de Akita, logrando la cuarta plaza en los cuatro aparatos (cuerda, aro, pelota y cinta). El 7 de septiembre actuó durante la clausura de la Pasarela Cibeles de Madrid en el desfile de Francis Montesinos. En octubre, en el Campeonato del Mundo de Gimnasia Rítmica de Madrid, tras las descalificación de Alina Kabáyeva e Irina Cháshchina, quedó en la cuarta posición por equipos junto a Jennifer Colino y Carolina Rodríguez, en la séptima posición en la general individual, y en el cuarto puesto en la final de aro.
En 2002, consiguió el bronce en el Grand Prix de Thiais en el ejercicio de pelota. Cid se volvió a proclamar campeona de España ese año en Leganés superando a Jennifer Colino y Carolina Rodríguez, y consiguió la sexta plaza en aro en la Final de la Copa del Mundo de Gimnasia Rítmica, celebrada en Stuttgart. En noviembre de ese año, disputó el Campeonato Europeo de Granada, logrando la quinta plaza por equipos junto a Jennifer Colino y la séptima plaza en la final del concurso general individual.
En abril de 2003 disputó el torneo individual anexo al Campeonato Europeo de Riesa de conjuntos, donde logró la sexta plaza en aro, la octava en pelota, la séptima en mazas y la sexta en cinta. En mayo, en el torneo de Corbeil-Essonnes, una prueba de la Copa del Mundo, obtuvo la novena plaza en la general, la sexta en pelota y la octava en mazas. En agosto, en otro torneo de la Copa del Mundo, el de Bakú, logró la séptima plaza en la general, la octava en aro, la séptima en pelota, la sexta en mazas y la cuarta en cinta. En septiembre logró la medalla de bronce en la final de pelota en la Vitry Cup de Zaragoza, que ese año era una prueba de la Copa del Mundo. En esta cita logró además la quinta plaza en la general, la cuarta en aro y la séptima tanto en mazas como en cinta. Ese mismo mes disputó el Campeonato Mundial de Budapest, donde logró la decimotercera plaza en la general, la octava en mazas y, junto a Jennifer Colino, Carolina Rodríguez y Esther Escolar, la sexta por equipos. Además, Cid obtuvo el Premio Longines a la Elegancia, un trofeo que suele entregar la marca de relojes homónima y la FIG durante las competiciones internacionales de gimnasia destacadas. En esta competición, el equipo español solamente consiguió tener derecho a una plaza individual para los Juegos Olímpicos de Atenas 2004.
La Real Federación Española de Gimnasia decidió que Jennifer Colino y Almudena Cid compitieran entre sí por el puesto en los Juegos Olímpicos. Para ello, arbitró un sistema de clasificación que otorgara la plaza olímpica, el cual estaba formado por cuatro controles internos y cuatro competiciones internacionales. Esta decisión no gustó al entorno de ninguna de las dos gimnastas, ya que las obligaba a competir al máximo los meses previos a los Juegos, haciéndolas sufrir un mayor desgaste físico y mental, y aumentando el riesgo de producirse alguna lesión. Almudena declararía al respecto que el sistema había olvidado su amplia trayectoria, y Colino dijo que pensaba que había favoritismo hacia Cid. En junio de 2004, en el Campeonato Europeo de Kiev, fue quinta por equipos junto a Jennifer Colino. Tras obtener una mayor puntuación en el sistema de clasificación de la Federación, Cid logró su pase a los Juegos Olímpicos de Atenas 2004. En estos Juegos, Almudena logró clasificarse para su tercera final olímpica, hecho que no había conseguido entonces ninguna gimnasta rítmica. En la final, disputada el 29 de agosto, consiguió la octava plaza y por tanto, el diploma olímpico. En septiembre participó como modelo en la Pasarela Gaudí de Barcelona.

#### 2005-2008: ciclo olímpico de Pekín 2008
En 2005 Cid combinó la gimnasia con otras facetas, apareciendo en un capítulo de la serie televisiva Un paso adelante. Se convirtió además en imagen de Nike Women, la línea de ropa deportiva femenina de Nike, continuando siéndolo hasta 2008, y fue modelo para la colección invierno 2006 de la firma de ropa Love Store. En mayo fue octava en la final de cinta del torneo de Corbeil-Essonnes, una prueba de la Copa del Mundo. En junio, en el Campeonato Europeo de Moscú, quedó sexta por equipos junto a Jennifer Colino y Esther Escolar. Ese mismo mes disputó los Juegos Mediterráneos de 2005 en Almería, en los que consiguió hacerse con el triunfo final y por tanto la medalla de oro con una puntuación de 61 650, por delante de Delphine Ledoux (57 250) y Eleni Andriola (56 575). Tras este logro fue bautizada por algunos medios como la Novia de Almería. En octubre, en el Campeonato Mundial de Bakú (Azerbaiyán) fue undécima en la final de la general, octava en mazas y, junto a Jennifer Colino, Carolina Rodríguez y Esther Escolar, sexta en la final por equipos.
En marzo de 2006 logró la medalla de bronce en la general del Torneo Internacional de Madeira, competición donde obtuvo además el Premio a la Elegancia. Ese mismo mes se produjo una fractura por estrés en el pie izquierdo. Antes de los Campeonatos de España la seleccionadora le comunicó que no sería convocada al Campeonato Europeo de septiembre, que ese año se iba a volver a celebrar en Moscú, al considerar que no tendría el tiempo suficiente para recuperarse. En junio, en el Campeonato de España Individual de León, Cid se resintió de la lesión en el primer ejercicio, el de cuerda, por lo que se retiró de la competición. Almudena decidió entonces tomarse un descanso y participar en el programa televisivo El desafío bajo cero, en el que obtuvo el triunfo final. El 19 de noviembre participó en la primera edición del Euskalgym, que tuvo lugar en Durango.

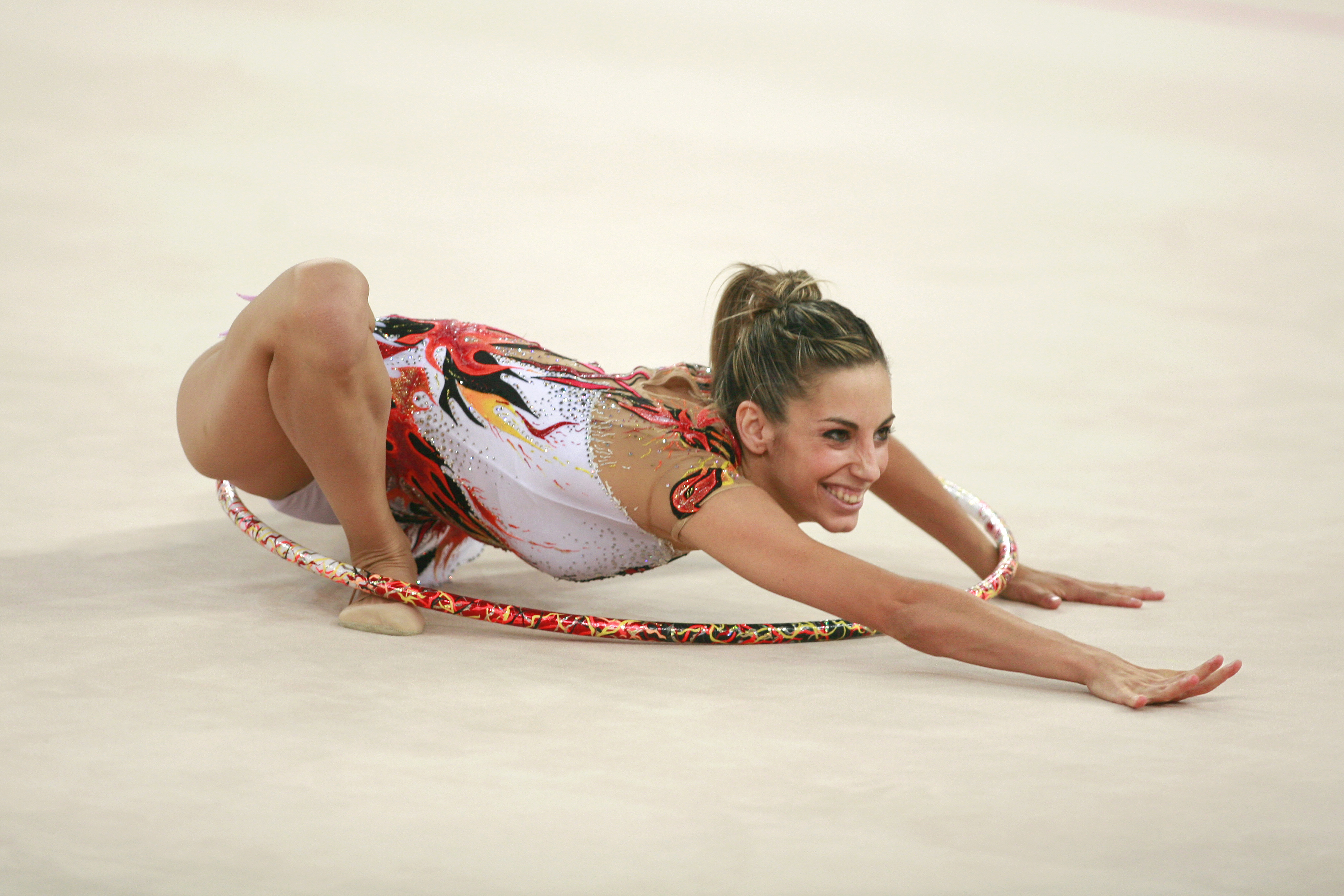
Ejercicio de aro en el Mundial de Patras (2007).

Cid volvió a la competición en 2007 con nuevos montajes, teniendo como objetivo clasificarse para sus cuartos Juegos Olímpicos. Durante este año representó a España en todos los torneos internacionales con Carolina Rodríguez, ya que Jennifer Colino estaba lesionada. En abril, en la Copa del Mundo de Portimão, queda octava en la final de aro. En mayo, en otro torneo de la Copa del Mundo en Corbeil-Essonnes, logra la cuarta plaza tanto en la final de aro como en la de cinta. En junio, en el Campeonato de Europa de Bakú, quedó décima en la general, sexta en cuerda y octava en aro. En septiembre, en el Slovenian Rhythmic Challenge de Liubliana, otra prueba de la Copa del Mundo, logra la séptima plaza en la final de aro. Ese mismo mes en el Campeonato Mundial de Patras, quedó undécima en la general, además de ser decimoquinta por equipos junto a Carolina Rodríguez, Loreto Achaerandio y Nuria Artigues, logrando España clasificar de nuevo a una gimnasta para los Juegos Olímpicos. El 10 de noviembre volvió a participar en el Euskalgym, celebrado nuevamente en Durango, con sus ejercicios de aro y de mazas.
Además, desde 2007 comenzó a participar en la empresa StarDreams, integrada por varios destacados deportistas como Estela Giménez, Gervasio Deferr, Julio Salinas, Albert Ferrer, Antonio Maceda, Blanca Fernández Ochoa, Martín Fiz, Amaya Valdemoro, Fernando Romay o Xavi Torres y dedicada principalmente al asesoramiento a directivos y ejecutivos en la mejora del rendimiento laboral.
En marzo de 2008, en la Deriugina Cup de Kiev, prueba puntuable de la Copa del Mundo, obtuvo la duodécima plaza en la general y la séptima en la final de aro. En abril, logró la octava plaza en la final de cinta del torneo de Portimão, otra prueba perteneciente a la Copa del Mundo, donde se le concedió además el Premio Dvillena a la Elegancia. En mayo, Almudena obtuvo la medalla de bronce en la final de aro del torneo de Corbeil-Essonnes, que ese año era también una prueba de la Copa del Mundo. En esta competición también logró el quinto puesto tanto en cuerda como en cinta. En junio obtuvo la novena plaza en la final del concurso general del Campeonato Europeo de Turín. En agosto fue portada de la revista FHM España. Finalmente, Cid fue la escogida para ir en agosto a los Juegos Olímpicos de Pekín 2008, sus cuartas y últimas Olimpiadas. En la calificación, el 22 de agosto, logró con la décima mejor nota clasificarse para su cuarta final olímpica, convirtiéndose así en la única gimnasta rítmica que lo ha conseguido. El 23 de agosto de 2008, el día de la final, puso fin a su carrera deportiva quedando octava en la misma y obteniendo por tanto el diploma olímpico. Su último ejercicio fue el de cinta, que tenía como música una adaptación del aria Nessun dorma de Giacomo Puccini, y su gesto final como gimnasta fue dibujar un corazón en el tapiz y besarlo. En diciembre de ese año, durante la celebración en Madrid de la Final de la Copa del Mundo de Gimnasia Artística, recibió un homenaje por parte de la FIG, donde su presidente Bruno Grandi entregó a Cid un trofeo especial en reconocimiento a su extensa carrera deportiva.

### Retirada de la gimnasia
En septiembre de 2008 participó como profesora en el programa de televisión Circus, más difícil todavía de Cuatro, y también presentó una sección en el programa de la misma cadena El hormiguero, presentado por Pablo Motos, en el que ofrecía el parte meteorológico mediante movimientos de gimnasia rítmica.

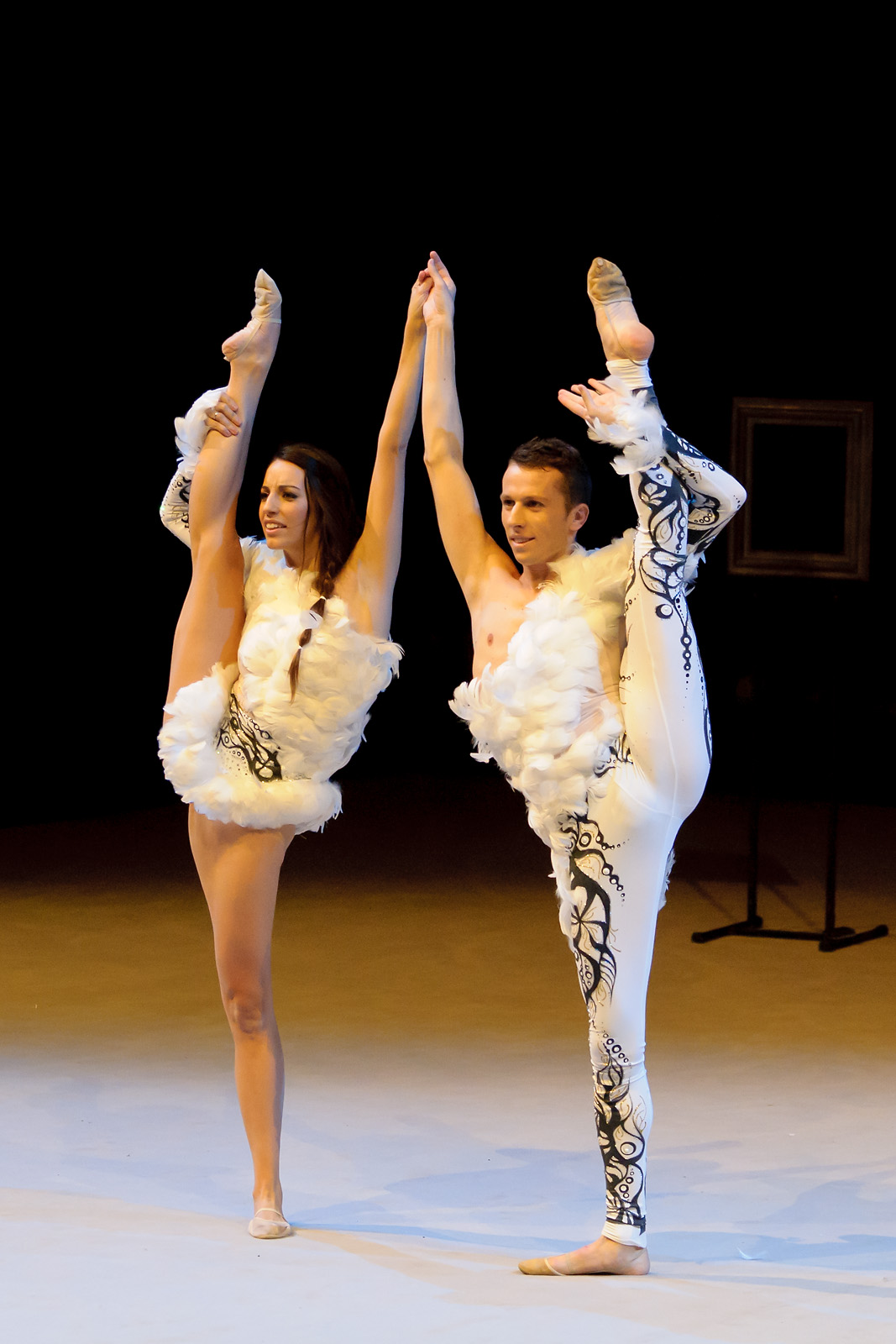
Cid y Rubén Orihuela en el Euskalgym 2014, donde actuaron con la canción «Txoria txori» de Mikel Laboa.

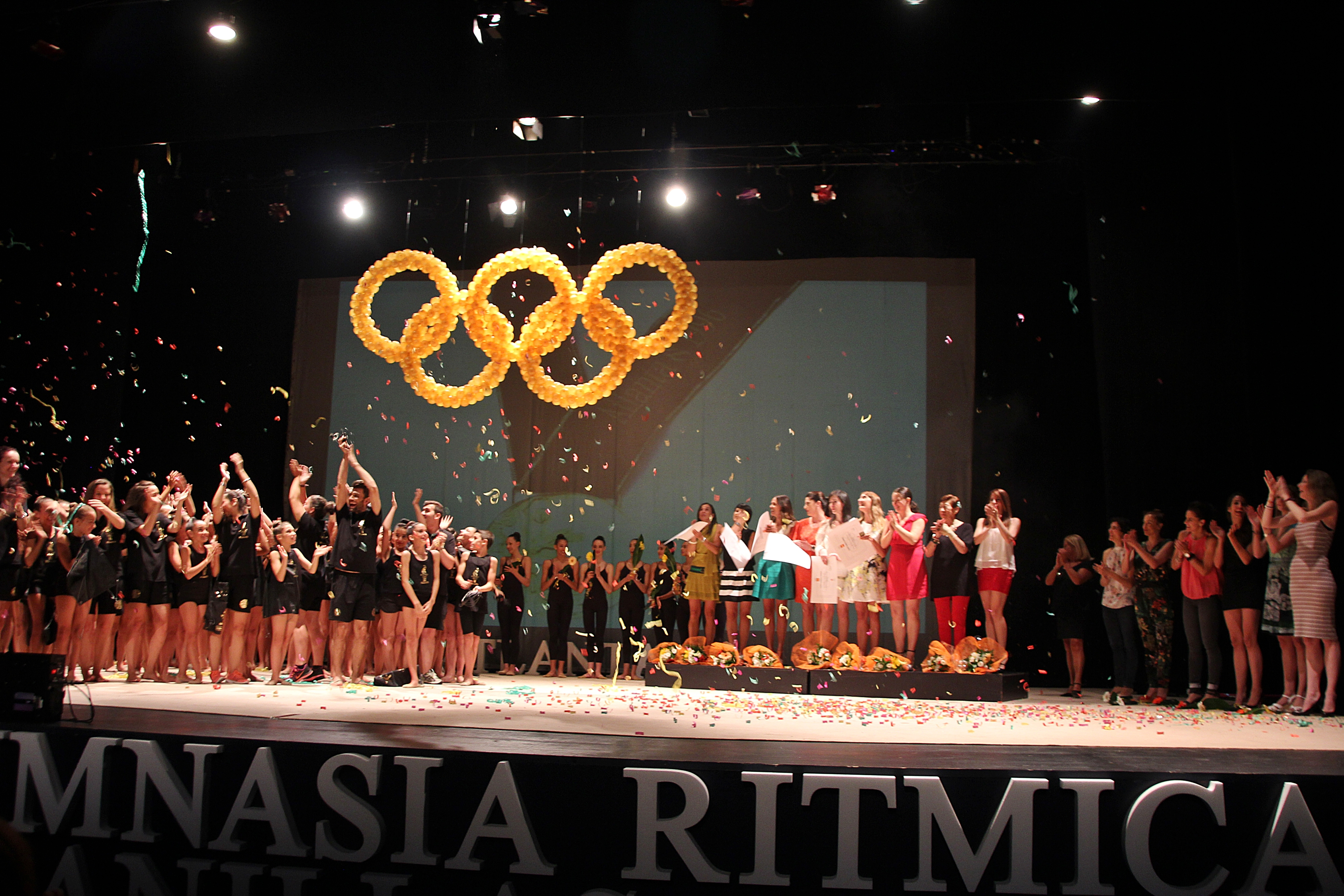
Cid (3ª a la derecha) en la Gala 20.º Aniversario del Oro de Atlanta (2016).

En marzo de 2009 presentó el programa de Telecinco Guerra de sesos junto a Jesús Vázquez. En abril de 2009 se le concedió la Medalla de Oro de la Real Orden del Mérito Deportivo. Posteriormente protagonizó la campaña de promoción de una colección de moda baño de la cadena de supermercados Carrefour. El 15 de noviembre participó en la cuarta edición del Euskalgym, celebrado por primera vez en Bilbao, donde actuó junto a Ortzi Acosta (Cid ya había participado en el evento en 2006 y en 2007). En 2010 protagonizó la campaña nacional de imagen de Marca Extremadura junto al deportista José Manuel Calderón y el cantante Huecco. El 14 de noviembre de ese año volvió a actuar en el Euskalgym junto a Ortzi Acosta.
En marzo de 2011 publicó Estupenda en 9 semanas y media, libro escrito junto al entrenador Juan Rallo. El 18 de junio de ese año fue homenajeada junto a su antigua entrenadora Iratxe Aurrekoetxea en el II Trofeo Internacional Ciudad de Barcelona de Gimnasia Rítmica, y el 12 de noviembre volvió a actuar en el Euskalgym, esta vez junto a gimnastas del Club Beti Aurrera. En noviembre de 2012 lanzó su propia línea de pulseras, denominada #unadealmudena. Para enero de 2013 fue nombrada embajadora de la Fundación Laureus España.
En octubre de 2014 se publicaron los dos primeros volúmenes de Olympia, una serie de cuentos infantiles escritos por ella misma e ilustrados por la también exgimnasta Montse Martín que están inspirados en su vida deportiva. El 8 de noviembre de 2014 actuó de forma sorpresa junto a Rubén Orihuela y Jorge Blass en una exhibición durante la IX Gala Internacional de Gimnasia Rítmica Euskalgym, que se celebró por primera vez en Vitoria.
En julio de 2015, Almudena se reencontró en Bulgaria con su antigua entrenadora, la exseleccionadora nacional Emilia Boneva, momento que la gimnasta compartió en su web. El 7 de noviembre de 2015 volvió a actuar en el Euskalgym de Vitoria junto a Jorge Blass. El 23 de julio de 2016 fue una de las figuras destacadas de la gimnasia rítmica española invitadas a la Gala 20.º Aniversario de la Medalla de Oro en Atlanta '96, celebrada en Badajoz. El 22 de octubre de 2016 actuó de nuevo con Jorge Blass en el Euskalgym de Vitoria. Un año después, el 18 de noviembre de 2017, participó en el Euskalgym con una actuación conjunta como homenaje a los orígenes de la rítmica teniendo como fondo sonoro una narración de la propia Cid y los temas «The Haunted Ocean 1» de Max Richter y el aria Nessun dorma de Giacomo Puccini (música de su montaje con cinta de 2007-2008, ejercicio final de su carrera), esta última interpretada en directo por el pianista David Juárez. También actuaron en la misma Anna Bessonova, Salome Pazhava, Aleksandra Soldátova, Melitina Staniouta, Neviana Vladinova, Viktoria Mazur, Polina Berezina y Eneko Lambea.
El 16 de noviembre de 2019, con motivo del fallecimiento de Emilia Boneva, unas 70 exgimnastas nacionales lideradas por Almudena se reunieron en el tapiz para rendirle tributo durante el Euskalgym. El evento tuvo lugar ante 8500 asistentes en el Bilbao Exhibition Centre de Baracaldo y fue seguido además de una cena homenaje en honor de Emilia.
En la actualidad ocupa gran parte de su tiempo en la formación interpretativa y en las retransmisiones de competiciones de gimnasia rítmica a través de Teledeporte, habiendo acompañado a la periodista Paloma del Río hasta su jubilación en 2023, en cuya última transmisión juntas le dedicó públicamente un discurso de agradecimiento. Desde 2016, ha colaborado habitualmente en el programa de radio Anda ya de Los 40, y en septiembre de 2018 empezó a ser columnista de El País.

### Carrera como actriz
Almudena ha interpretado varios papeles como actriz, habiendo participado en un episodio de Un paso adelante en 2005, en series de Internet como Becarios en 2010 o Difficult Existence en 2012, o en el episodio 23 de la segunda temporada de La gira (titulado «La gran escapada») interpretándose a sí misma, en el noveno capítulo de la primera temporada de El don de Alba y en el segundo capítulo de la segunda temporada de Frágiles. Además, ha protagonizado varios cortometrajes, como Lágrimas y sonrisas (2010), Ginkgo (2010), Método inocente con Javier Ríos y Javier Cidoncha (2013), Todos los sentidos con Llorenç González y Mar Campra (2014), La carta con Luis Larrodera (2014) o Lituania con Mikel Losada (2016), entre otros muchos. Asimismo ha actuado en las obras de teatro La cocina (2016), Linda Vista (2019) y Una historia de amor (2021). En 2017 tuvo su primer papel como actriz en un largometraje, en la película Errementari de Paul Urkijo. Para 2019 pasó a formar parte del elenco de la serie El secreto de Puente Viejo.

## Legado e influencia

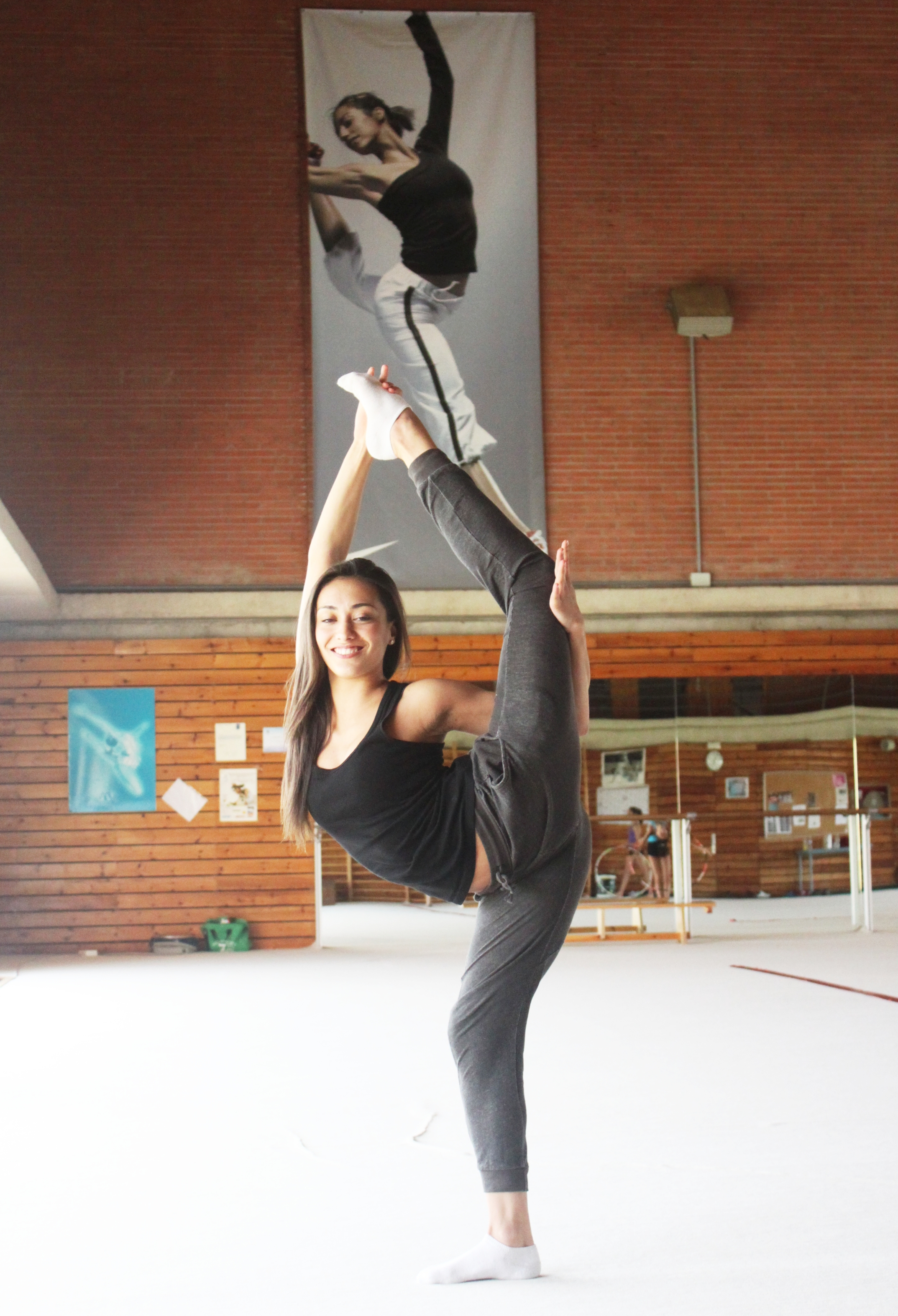
Natalia García frente a un póster de Almudena Cid en el CAR de San Cugat (2013).

Almudena creó un elemento propio, el Cid Tostado, un rodamiento de pie a pie en posición de spagat hiperextendido y que presentó en el Europeo de Ginebra (2001) en su ejercicio de pelota. Este elemento fue aprobado ese mismo año por la FIG, proporcionando a Almudena un 0.10 en originalidad en cada uno de sus montajes con pelota.
La excapitana del conjunto español Ana María Pelaz declaró en una entrevista en 2009 que Almudena Cid «demostró que con 28 años se puede estar ahí». La gimnasta de la selección nacional Natalia García mantiene desde su infancia un estrecho vínculo y amistad con Almudena. En 2014, García manifestó así la importancia en su carrera:

«Almudena es un referente. Hemos entrenado juntas desde pequeñas y he crecido con ella al lado [...] Me ha enseñado muchísimo, tanto el no rendirte nunca y seguir luchando por lo que quieres porque al final con trabajo, constancia, esfuerzo e ilusión se puede conseguir, como que por muchas dificultades que se nos presenten, al final el trabajo es lo que vale. Y si ella lo ha hecho, creo que yo también puedo».
—Natalia García, en declaraciones en 2014 a Marca

La propia Almudena hablaba así en una entrevista en 2013 sobre su retirada y el legado más significativo que cree que ha dejado en la gimnasia rítmica:

«Fue un momento difícil de elegir, pero fue el que yo quería, cuando quería [...] Estuve luchando ocho años contra la idea de que ya era mayor para ese deporte y pude demostrar que con 28 años podía estar en la élite [...] Si es un deporte en el que se valora la expresividad, el manejo del aparato... porque la gente cree que la rítmica es solo flexibilidad, pero está el aparato. Es un arte. Y eso viene con los años, con la madurez [...] A mí no me cuadraba, me preguntaba ¿por qué las gimnastas lo dejan tan jóvenes? Porque el entorno te va retirando. Yo me rebelé contra todo eso».
—Almudena Cid, en declaraciones en 2013 a Mujer hoy

En el libro Pinceladas de rítmica, la exgimnasta Montse Martín y su hermano Manel se refieren en estos términos a la herencia de Cid:

«Si algo le debemos [...] es que gracias a ella, la gimnasia rítmica a alto nivel ha evolucionado hacia un deporte practicado más por mujeres que por niñas adolescentes, desarrollándose aún más si cabe el apartado estético y artístico, totalmente olvidado a lo largo de la década del 2000».

### En la cultura popular
Entre otras apariciones en la cultura popular, Cid se ha inspirado en su propia vida para crear el personaje de Olympia, que protagoniza la serie de cuentos infantiles Olympia (2014), escritos por Almudena e ilustrados inicialmente por Montse Martín. Asimismo, el relato de la vida de las gimnastas en la concentración nacional durante los primeros años en activo de Almudena está presente en la autobiografía novelada Lágrimas por una medalla (2008), escrita por Tania Lamarca y Cristina Gallo. Una reseña de la carrera deportiva de Cid aparece en el libro Enredando en la memoria (2015) de Paloma del Río, y una amplia entrevista es recogida en el libro 30 deportistas vascos de leyenda (2016) de Roberto Bascoy y Sergio Vegas. Almudena Cid aparece además como una de las gimnastas ilustradas en el libro Pinceladas de rítmica (2017) de Montse y Manel Martín. En abril de 2020 subastó por 1260 euros uno de sus maillots en una puja benéfica para la lucha contra el COVID-19.

## Vida personal
Sus padres, Mina y Tomás, naturales de Alcántara y Brozas respectivamente, emigraron al País Vasco procedentes de Extremadura durante la época del desarrollismo. Tiene dos hermanos, Miguel (que fue futbolista en el Alavés) e Israel (que fue jugador de baloncesto en el Baskonia). Su abuelo materno, Fernando Tostado, fue un poeta, artista y descubridor del conjunto megalítico de Alcántara cuya obra escultórica se expone en el «Rincón de los Engendros», un museo al aire libre situado en una zona cercana al puente romano de Alcántara, su pueblo natal.
Almudena conoció a Christian Gálvez en Pasapalabra, programa que presentaba entonces Gálvez y al que fue invitada en 2007. Después de salir durante tres años, se casaron el 7 de agosto de 2010 en una finca de Torrelodones (Comunidad de Madrid, España). El alcalde de Móstoles (Comunidad de Madrid), ciudad natal de Christian, fue el encargado de casarlos.
En diciembre de 2021 la pareja anunció que ponía fin a su relación tras una década de matrimonio.

## Equipamientos
| Período      | maillots...  |
| ------------ | ------------ |
| 1995-2000    | Arena        |
| 1996 (JJ.OO) | John Smith   |
| 2004 (JJ.OO) | John Smith   |
| 2006-2008    | Gibon Esport |

| años         | patrocinador |
| ------------ | ------------ |
| 1995-2000    | Arena        |
| 1996 (JJ.OO) | John Smith   |
| 2000 (JJ.OO) | Fumarel      |
| 2001-2004    | Li-Ning      |
| 2004 (JJ.OO) | John Smith   |
| 2005-2008    | Nike         |
| 2008 (JJ.OO) | Li-Ning      |

## Música de los ejercicios
| Año                        | Aparatos | Música |
| -------------------------- | --- | --- |
| 1993 (Individual infantil) | Manos libres | Adagio del Concierto de Aranjuez, compuesto por Joaquín Rodrigo. |
| 1994 (Individual júnior)   | Manos libres | «Padam… padam…» de Édith Piaf. |
| 1995-1996                  | Cinta | «Boda en Sarajevo». |
| 1995-1996                  | Pelota | «Sky». |
| 1995                       | Cuerda | «Taquito militar», tango compuesto por Mariano Mores. |
| 1995-1996                  | Mazas | «Devojko Mari Hubava» de Yuri Yunakov. |
| 1996-1997                  | Cinta | «Russo: Street Music, Op. 65 - A Blues Concerto - 4th Mvt», interpretado por Seiji Ozawa y San Francisco Symphony. |
| 1996                       | Cuerda | «Ljubav Nije Dug» de Šaban Šaulić. |
| 1997-1998                  | Cuerda | «Cautiva» de Alberto Iglesias, compuesta para el ballet Cautiva del coreógrafo Nacho Duato y la Compañía Nacional de Danza.                                                                                                  |
| 1997-1998                  | Mazas | «Marta's Dance – The Russian Dervish» del espectáculo teatral Riverdance, compuesto por Bill Whelan. |
| 1997-1999                  | Aro | «Kalashnikov» de Goran Bregović. |
| 1998-1999                  | Cinta | «Nostalgias», tango de Juan Carlos Cobián. |
| 1999-2000                  | Pelota | «Painful Love» y «Painful Love Prologue» de Øystein Sevåg y Lakki Patey. |
| 1999-2000                  | Cuerda | «The Eternal Triangle», «Gold Dust Bacchanalia» y «The Execution» de la banda sonora de Kama Sutra: A Tale of Love, compuesta por Mychael Danna.                                                                             |
| 1999-2001                  | Ejercicio de exhibición (Manos libres) | «Se equivocó la paloma» de Carlos Guastavino, tema que musicaliza el poema «La paloma» de Rafael Alberti. |
| 1999                       | Ejercicio de exhibición (Manos libres) junto a Alba Caride, Esther Domínguez y Adassa Ramos | Tema flamenco «Si te vas». |
| 2000                       | Cinta | «Aire mozárabe». |
| 2000                       | Cinta (Inicio de temporada) | «Girls of Algiers», «Desire Caught by the Tail» y «Three Musicians", de Juan Martín. |
| 2000                       | Cinta (JJ. OO. de Sídney) | «Incantation» del espectáculo Quidam del Cirque du Soleil, compuesto por Benoît Jutras. |
| 2000                       | Aro | «Moon's Waterfalls» de Roland Brant. |
| 2001-2002                  | Pelota | «La tieta» de Joan Manuel Serrat. |
| 2001                       | Cuerda | «Played-A-Live (The Bongo Song)» de Safri Duo y «Rondo» del espectáculo Mystère del Cirque du Soleil, compuesto por René Dupéré y Benoît Jutras.                                                                             |
| 2001-2002                  | Mazas | «Lies», «Black Cat, White Cat» y «Railway Station», compuestas para la banda sonora de Gato negro, gato blanco por Nele Karajlić, Vojislav Aralica y Dejan Sparavalo.                                                        |
| 2001                       | Aro (Inicio de temporada) | «Martin vs. Tavington» de la banda sonora de El patriota, compuesta por John Williams y «Van Den Budenmayer - Funeral Music (Full Orchestra)» de la banda sonora de Tres colores: Azul, compuesta por Zbigniew Preisner.     |
| 2001-2002                  | Aro | «Angel» de Ralph Fridge y «Melo G» de G-Spott. |
| 2002                       | Cuerda | «Isla Dorada» de Ben Shift y «Samb-Adagio» de Safri Duo. |
| 2002-2004                  | Aro | «Xeiropedes» de Giórgos Alkaíos. |
| 2002                       | Ejercicio de exhibición (Manos libres) | «You Take My Breath Away» de Queen. |
| 2003                       | Cinta | «Violet Theme» de Pochill y «Take It Easy» de Mint Royale. |
| 2003                       | Pelota | «The Promise» de Secret Garden. |
| 2003-2004                  | Mazas | «These Boots Are Made for Walkin'» de Nancy Sinatra en la versión de Velvet 99, y «Saltimbanco» del espectáculo homónimo del Cirque du Soleil compuesto por René Dupéré.                                                     |
| 2003-2004                  | Ejercicio de exhibición (Manos libres) | «Secret Love» de Nicos. |
| 2004-2005                  | Cinta | «Gia» de Despina Vandi en la versión de Said Mrad, «7 Days in Egypt» de Bahlam Bik y «Mafina» de Katia Harb. |
| 2004-2005                  | Pelota | Ave María, aria de Vladímir Vavílov (atribuida erróneamente a Giulio Caccini). |
| 2004                       | Ejercicio de exhibición (Manos libres) con una silla | «Harem» de Sarah Brightman. |
| 2005-2006                  | Cuerda | Desconocida. |
| 2005                       | Mazas | «Shehnai Song», «Speaking in Tongues I», «Speaking in Tongues II», «Speaking in Tongues III» y «Speaking in Tongues IV» de Sheila Chandra, y «Persecución» de Nacho Mastretta y Najwajean para la banda sonora de Asfalto.   |
| 2006                       | Pelota | «Dekalog V: Tu Ne Tueras Point (Part 12)» de la banda sonora de Dekalog, compuesta por Zbigniew Preisner. |
| 2007-2008                  | Cinta | Aria Nessun dorma de la ópera Turandot de Giacomo Puccini, en la versión de Vanessa Mae. |
| 2007                       | Cuerda | «L'enfant pur» de Maxime Rodriguez y «Art on Ice» de Edvin Marton. |
| 2007                       | Mazas | «Lose My Breath» de Destiny's Child y «10 Dolar» de M.I.A.. |
| 2007-2008                  | Aro | «Ange et démon» de Maxime Rodriguez. |
| 2008                       | Cuerda | «Ninja» de Maxime Rodriguez. |
| 2008                       | Mazas | Música del ballet Arraigo de Jerónimo Maesso, creado para el coreógrafo Víctor Ullate. |
| 2009                       | Ejercicio de exhibición (Manos libres, pañuelo) junto a Ortzi Acosta en Euskalgym | «Submission» y «To Victory» de la banda sonora de 300, compuesta por Tyler Bates y cantada por Azam Ali. |
| 2010                       | Ejercicio de exhibición (Manos libres, cinta) junto a Ortzi Acosta en Euskalgym | Música en directo realizada por el grupo vitoriano de percusión africana Durundatu. |
| 2011                       | Ejercicio de exhibición (Manos libres, cinta) junto a gimnastas del Club Beti Aurrera en Euskalgym | «Yo también» de Camela. |
| 2014                       | Ejercicio de exhibición (Manos libres) junto a Rubén Orihuela y Jorge Blass en Euskalgym | «Txoria txori» de Mikel Laboa. |
| 2015                       | Ejercicio de exhibición (Manos libres, cuerda, aro, pelota, mazas) junto a Jorge Blass en Euskalgym | «Newton's Cradle» de Ludovico Einaudi. |
| 2016                       | Ejercicio de exhibición (Manos libres, cinta) junto a Jorge Blass en Euskalgym | «Homage to the Rabbits» del espectáculo Criss Angel Believe del Cirque du Soleil, compuesta por Éric Serra. |
| 2017                       | Ejercicio de exhibición (Manos libres) junto al pianista David Juárez, y Anna Bessonova, Salome Pazhava, Aleksandra Soldátova, Melitina Staniouta, Neviana Vladinova, Viktoria Mazur, Polina Berezina y Eneko Lambea en Euskalgym | «The Haunted Ocean 1» de Max Richter y aria Nessun dorma de la ópera Turandot de Giacomo Puccini. |
| 2018                       | Ejercicio de exhibición (Manos libres, cinta, cuerda, aro, pelota, mazas, pañuelo) junto a Saioa Lamas y Lucía Villalba del Club Oskitxo, Uxue Estévez, Eider Martín, Paula Navas y June Barrenetxea del Club Rítmica Vitoria, Ibai Lekue del Club San Juan, Aleksandra Soldátova, Linoy Ashram, Katsiaryna Halkina, Arina Averina, Dina Averina, Salome Pazhava y la cantante Melani García en Euskalgym | «En 80 días - Suite» de la banda sonora de 80 egunean, compuesta por Pascal Gaigne, «On the Nature of Daylight» de Max Richter, aria Nessun dorma de la ópera Turandot de Giacomo Puccini, y «Divenire» de Ludovico Einaudi. |
| 2019                       | Ejercicio de exhibición (Manos libres) junto al conjunto búlgaro y 70 exgimnastas de la selección española que fueron entradas por Emilia Boneva en Euskalgym | «The Quality of Mercy» de Max Richter y «Reach» de Gloria Stefan. |
| Año desconocido            | Ejercicio de exhibición (Manos libres, pelota, cinta) en Gala de Navidad | «I Don't Want to Miss a Thing» de Aerosmith, compuesta para la banda sonora de la película Armageddon. |
| Año desconocido            | Ejercicio de exhibición (Manos libres) en Gala de Navidad | «Leyenda» de Vanessa Mae, tema inspirado en la pieza Asturias (Leyenda), perteneciente a la Suite española, Op. 47 de Isaac Albéniz.                                                                                         |

## Palmarés deportivo

### En club
Cid posee 8 títulos de campeona de España en el concurso general de la categoría de honor (1995, 1996, 1999, 2001, 2002, 2005, 2007 y 2008), siendo la segunda gimnasta que más ha logrado. Además, sumando los oros del concurso general y los conseguidos en las finales por aparatos, obtuvo un total de 40 en la categoría de honor del Campeonato de España.

### Selección española
Almudena es la única gimnasta rítmica que ha estado en las finales de cuatro Juegos Olímpicos: Atlanta 1996 (9.ª), Sídney 2000 (9.ª), Atenas 2004 (8.ª) y Pekín 2008 (8.ª). En los dos últimos obtuvo el diploma olímpico. Entre sus logros está también el haber participado en 12 Europeos y 9 Mundiales. Su mejor puesto en la general de un Mundial fue la 7.ª plaza lograda en Madrid 2001, habiendo sido 8 veces finalista mundial por aparatos en su carrera. Posee 8 títulos de campeona de España en el concurso general de la categoría de honor. Su título deportivo más reseñable es su triunfo en la competición individual de los Juegos Mediterráneos de Almería 2005.
En cuanto a medallas en competiciones internacionales oficiales, tiene un total de 3. En 2001 obtuvo, junto con el equipo español combinado de varias disciplinas de gimnasia, la medalla de bronce en el primer Campeonato Europeo por Equipos celebrado en Riesa (Alemania), una competición oficial de la UEG. El equipo español para esa competición estuvo formado además por Esther Domínguez y por cuatro representantes de gimnasia artística: Alejandro Barrenechea, Víctor Cano, Sara Moro y Laura Martínez. Además, tiene dos medallas en pruebas de la Copa del Mundo: el bronce en pelota en la Vitry Cup de Zaragoza en 2003, y el bronce en aro en el torneo de Corbeil-Essonnes en 2008.

## Premios, reconocimientos y distinciones

### Como gimnasta

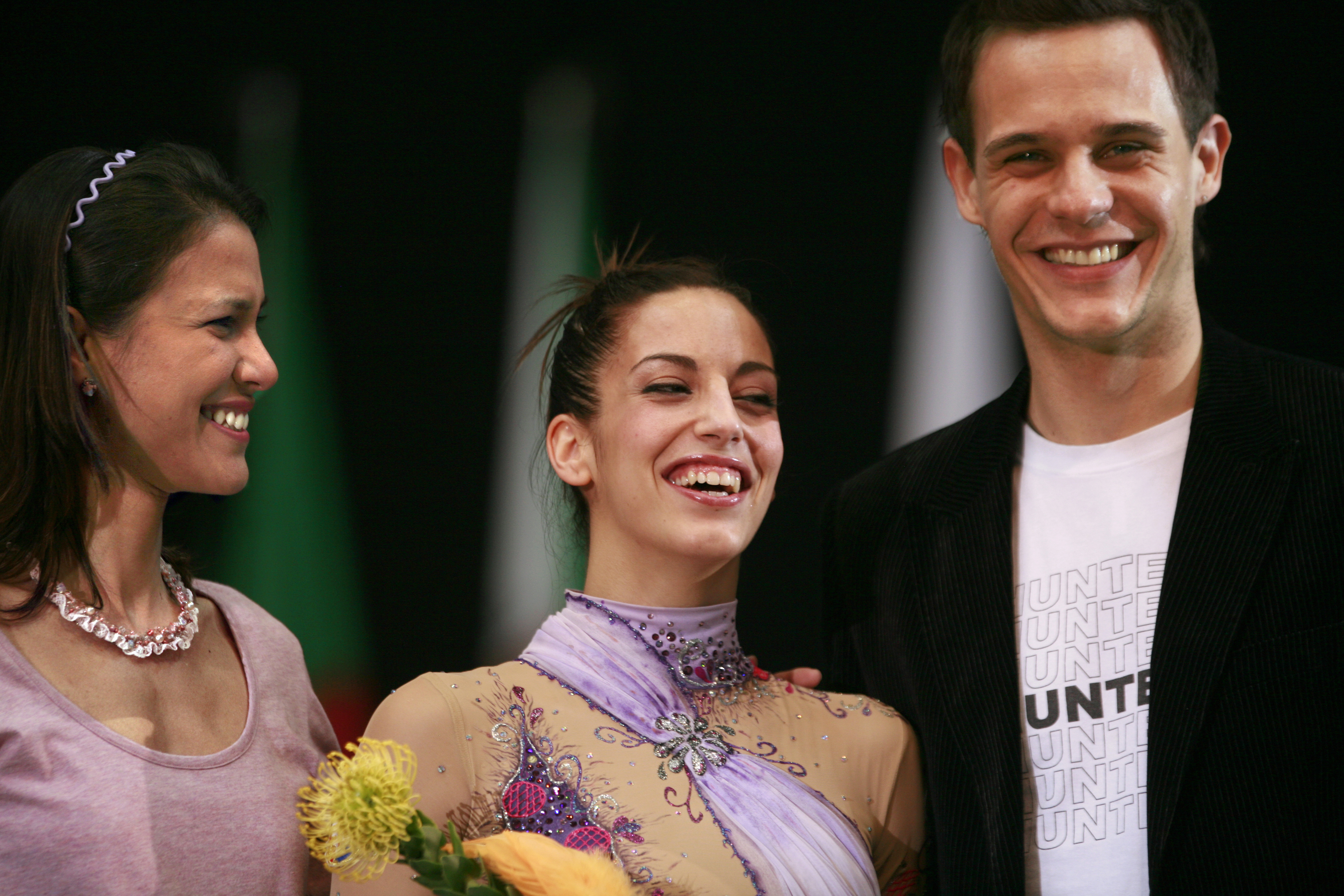
Cid recibiendo el Premio a la Elegancia en la Copa del Mundo de Portimão (2008).

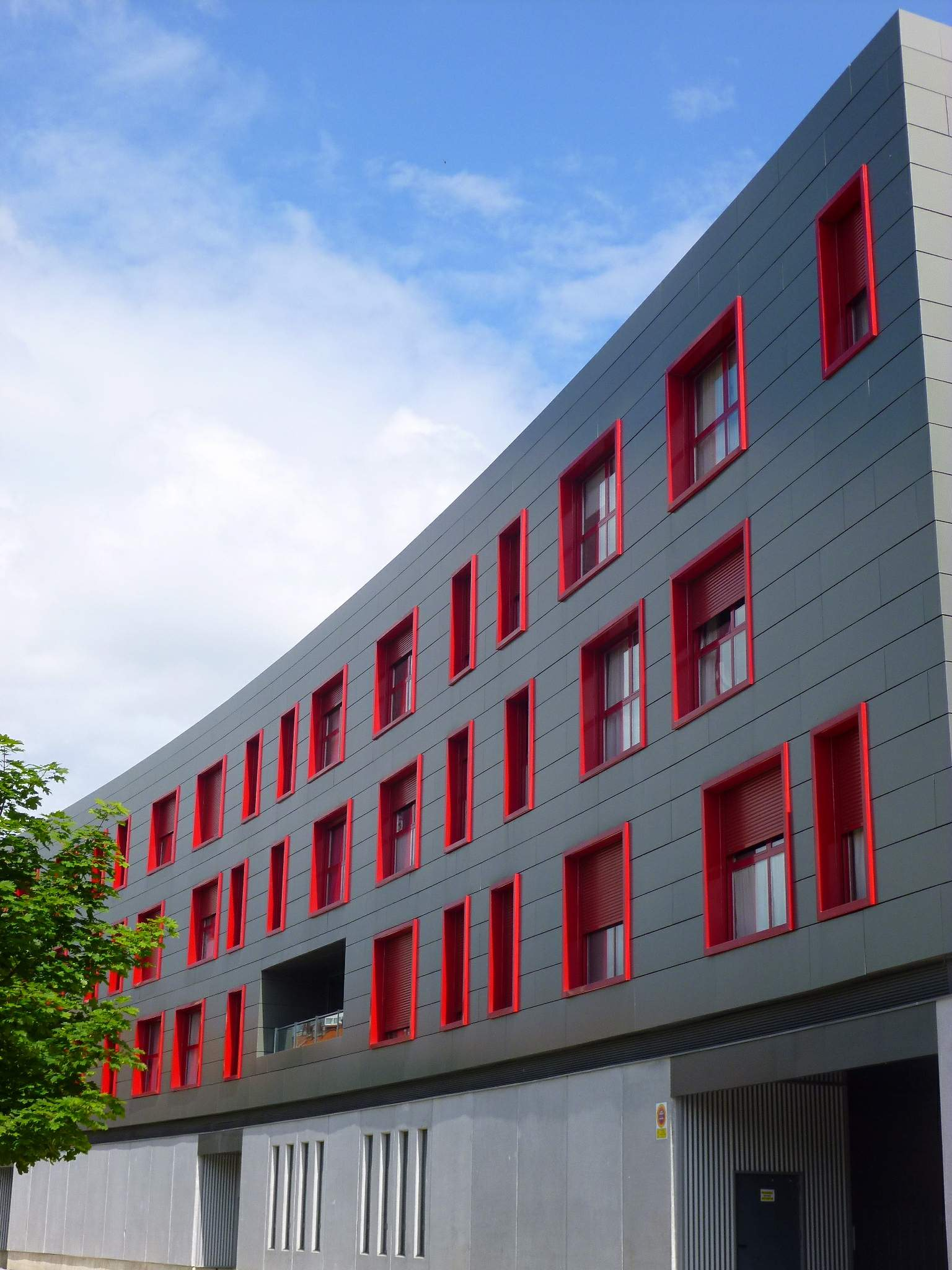
Centro de Actividad Física Adaptada Almudena Cid (Vitoria).

- Victoria de Oro al éxito deportivo, otorgada por el Ayuntamiento de Vitoria (1995)[42]
- Insignia de Oro de la Diputación Foral de Álava (1996)[43]
- Medalla de Bronce de la Real Orden del Mérito Deportivo, otorgada por el Consejo Superior de Deportes (2002)[44]
- Trofeo a la Simpatía y a la Elegancia en el Torneo Internacional Copa de Opale en Calais (2003)[5]
- Premio Longines a la Elegancia en el Campeonato del Mundo de Budapest (2003)[5]
- Insignia de Oro del Baskonia (2004)[45]
- Premio a la Elegancia en el Torneo Internacional de Madeira (2006)[46]
- Premio Dvillena a la Elegancia en la Copa del Mundo de Portimão (2008)
- Medalla de Álava, otorgada por la Diputación Foral de Álava (2008)[47]
- Reina del Cava, otorgado por la Cofradía del Cava de San Sadurní de Noya (2008)[48]
- Insignia de Oro de la Asociación de la Prensa Deportiva de Álava (2008)[49]
- Trofeo especial en reconocimiento a su extensa carrera deportiva, otorgado por la Federación Internacional de Gimnasia (2008)[50]
- Medalla de Oro de la Real Orden del Mérito Deportivo, otorgada por el Consejo Superior de Deportes (2009)[51][52]
- Premio Siete Estrellas del Deporte 2008 de la Comunidad de Madrid (2009)[53]
- Premio Euskadi del Deporte 2010 (junto al resto de deportistas vascos participantes en JJ. OO.), otorgado por el Gobierno Vasco (2010)[54][55]
- Embajadora de la Fundación Laureus España (2013)[56]
- Premio Mujer Deportista 2018 en los Premios Internacionales de Madrid Woman's Week (2018)[57]
- Galardonada en la XXXIX Gala Nacional del Deporte de la Asociación Española de la Prensa Deportiva (2019)[58]
- Premio Valores Extraordinario, otorgado por el diario Sport en la II Gala Valores del Deporte (2019)[59]
- Premio Juan Manuel Gozalo, otorgado por la Asociación de la Prensa Deportiva de Cantabria en la XXVI Gala del Deporte Cántabro (2019)[60]

### Como escritora
- Mención especial al proyecto más original en los IV Premios Círculo Rojo (2018)[61]

### Por su trayectoria profesional global
- Premio por su trayectoria y sus valores, otorgado por Club Xirivella, Club L'Eliana y Club Lliria (2014)[62]
- Premio Especial en los III Premios Patrocina un Deportista (2017)[63]
- Premio Alice Guy en el XI Festival del Cine y la Palabra de La Puebla de Montalbán y Toledo (2019)[64]
- Premio trayectoria deportiva 2023 entregado por la Asociación Segoviana de Prensa Deportiva (Gala del Deporte de Segovia, febrero de 2024)[65]

### Otros honores
- Recepción en el Ayuntamiento de Vitoria junto al resto de deportistas olímpicos alaveses de Atlanta (1996)[66]
- Desde 2001 se celebra en Vitoria el Torneo Almudena Cid - Beti Aurrera de gimnasia rítmica.
- El Centro de Actividad Física Adaptada Almudena Cid en Lakua (Vitoria) fue bautizado así en su honor en 2011.[67]

## Galería

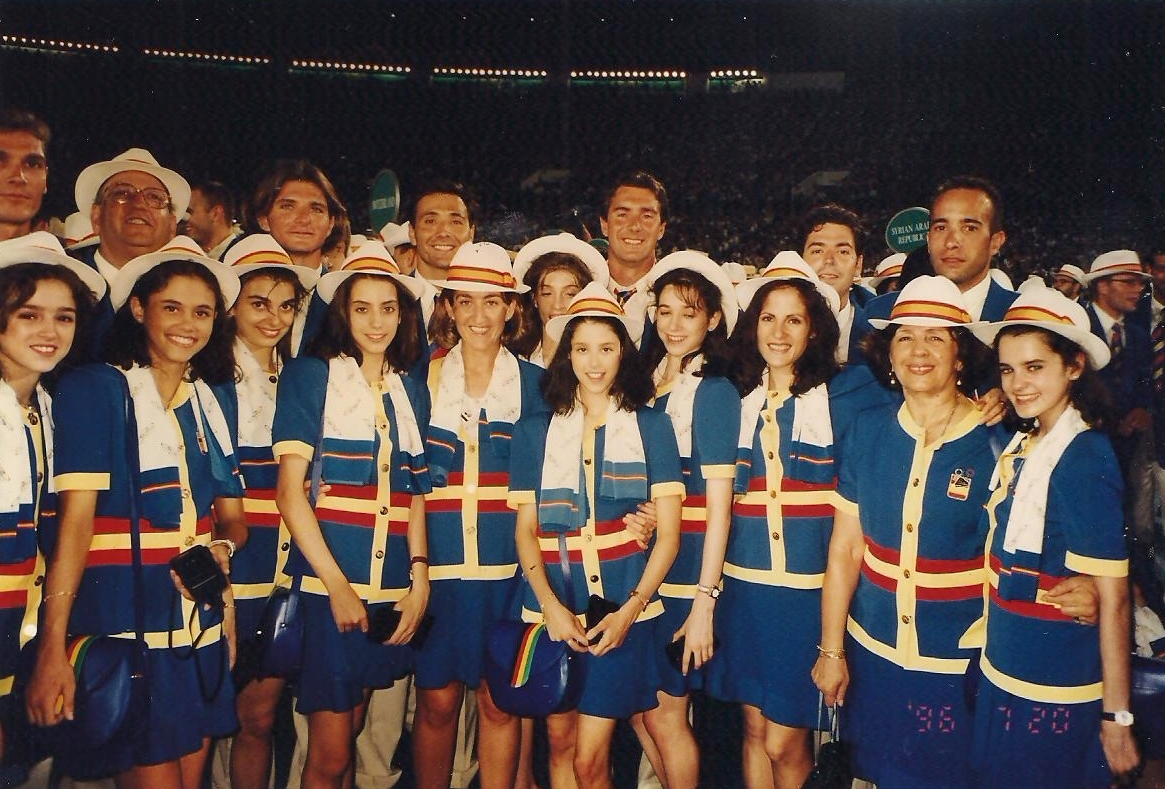
Almudena (cuarta) con la selección española en el desfile inaugural de Juegos Olímpicos de Atlanta (1996).
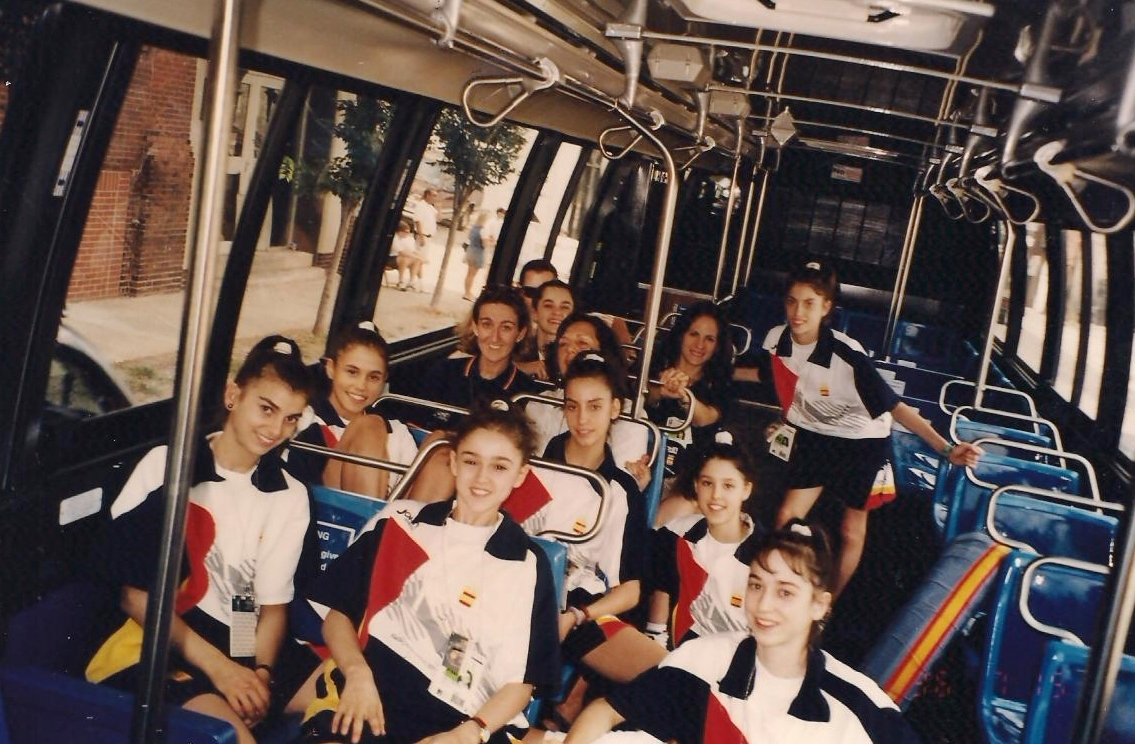
Cid (centro) con el resto del equipo durante un traslado en autobús en Atlanta (1996).
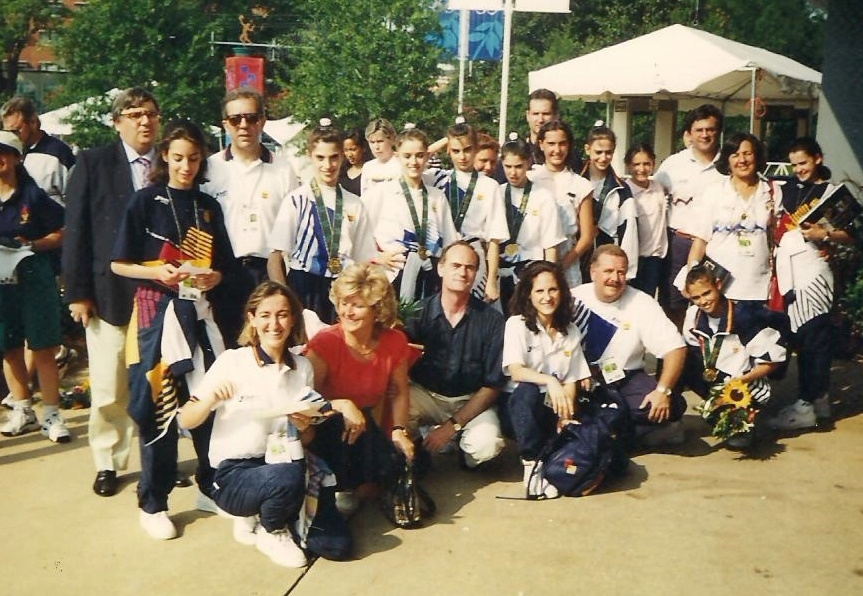
Almudena con las Niñas de Oro y el resto de la delegación española en Atlanta (1996).
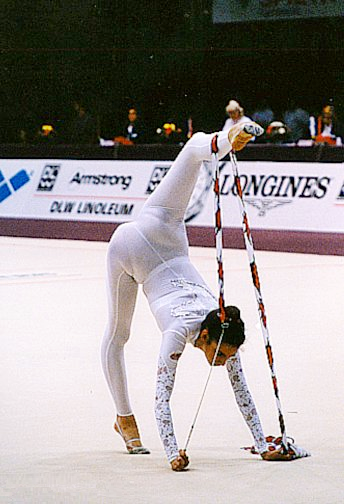
Cid en el Europeo de Budapest (1999).
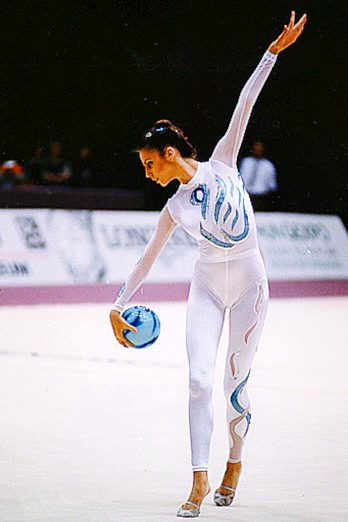
Almudena con la pelota en Budapest (1999).
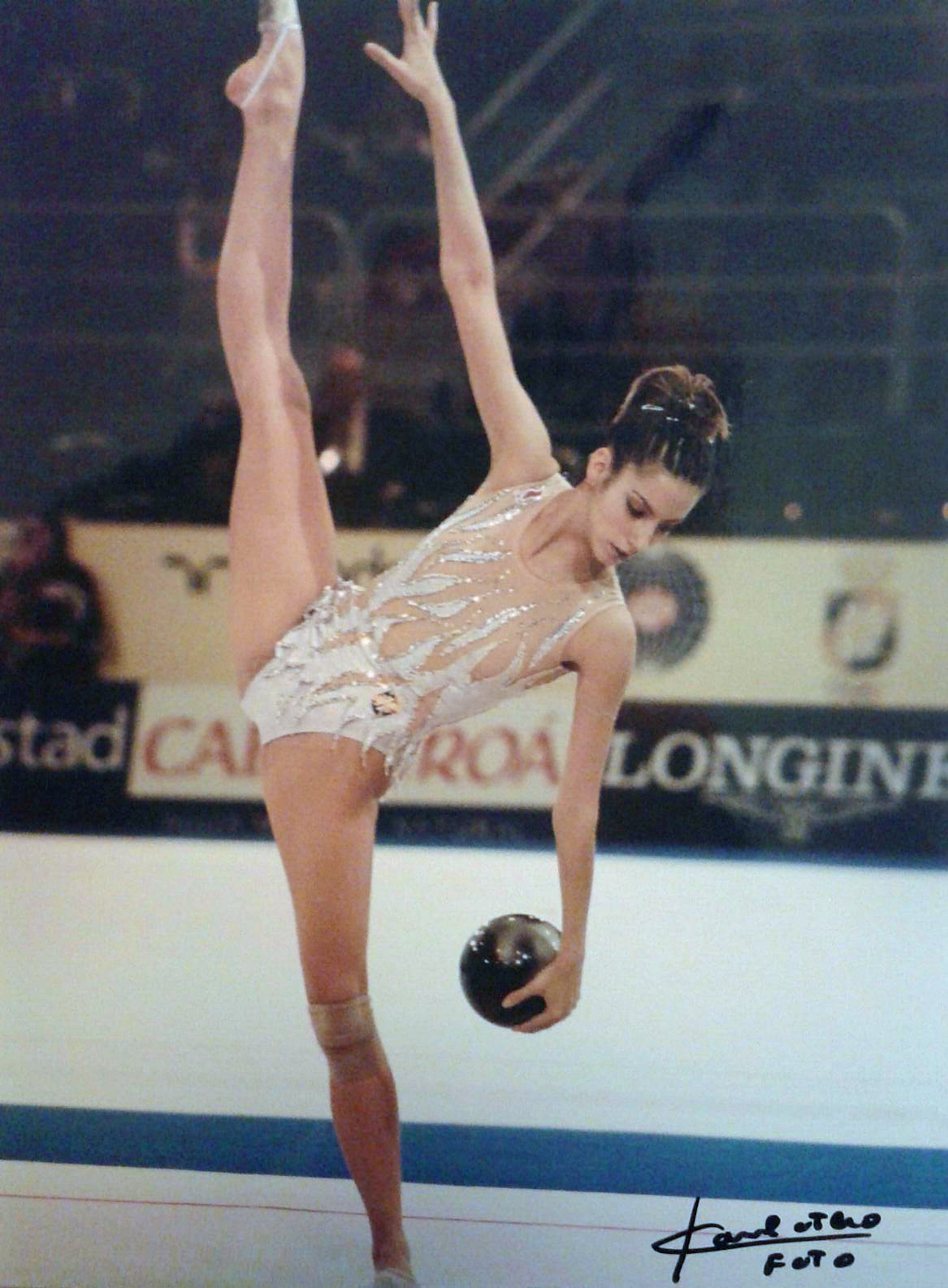
Cid en el Mundial de Madrid (2001).
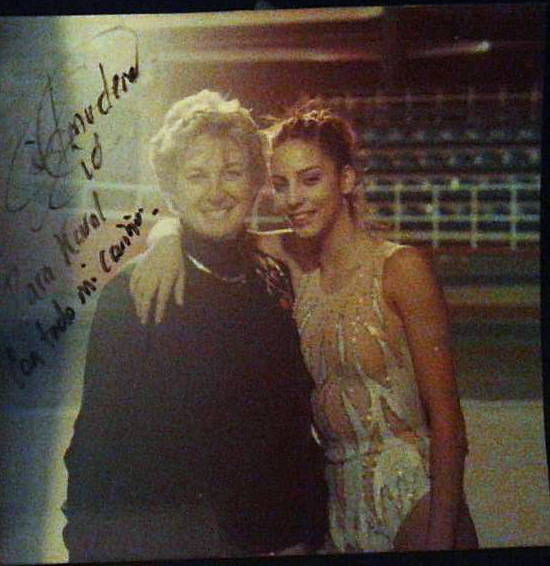
Almudena con la fotógrafa española Karol Otero en una exhibición en Oviedo (2001).
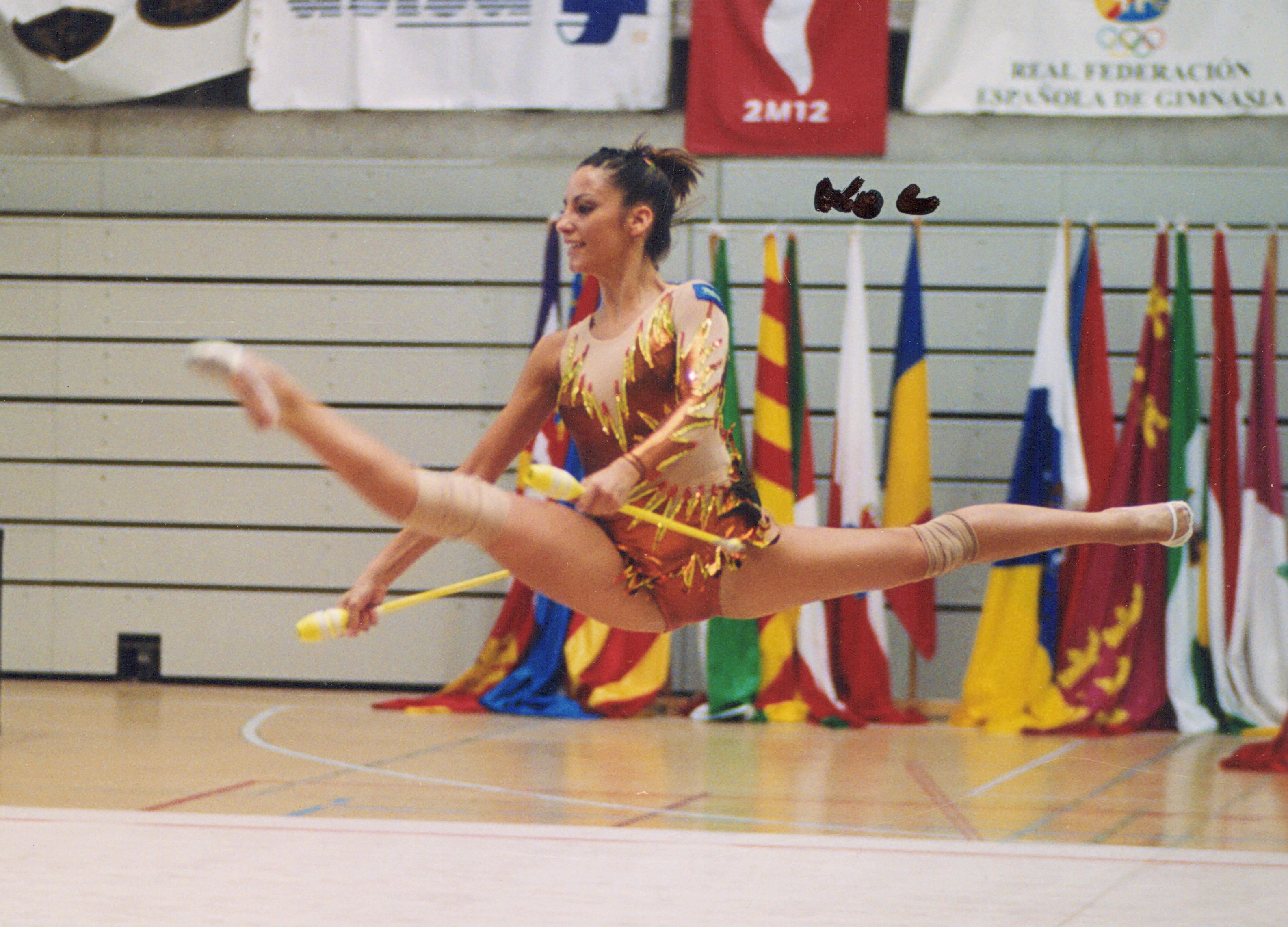
Almudena Cid en el Campeonato de España de Leganés (2002).
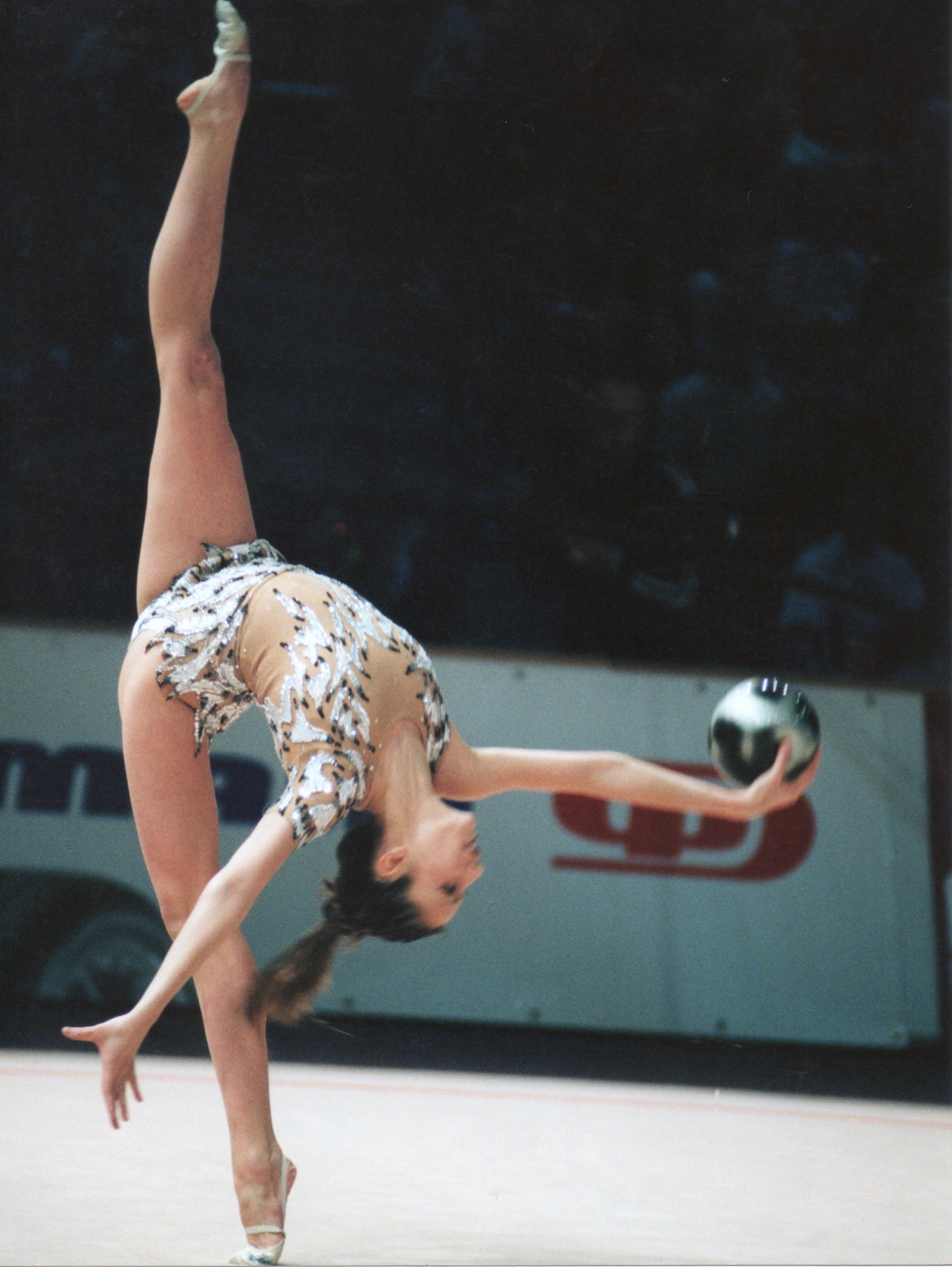
Cid en el Europeo de Riesa (2003).

## Filmografía

### Películas
| Año  | Título                              | Personaje           | Notas                                            | Director                            |
| ---- | ----------------------------------- | ------------------- | ------------------------------------------------ | ----------------------------------- |
| 2010 | Lágrimas y sonrisas                 | Protagonista        | Cortometraje                                     | Ortzi Acosta y Beñat Fontaneda      |
| 2010 | Ginkgo                              | Laura               | Cortometraje                                     | Javier Marco                        |
| 2013 | Método inocente                     | Sonia               | Cortometraje                                     | Pedro Pérez Martí                   |
| 2014 | Todos los sentidos                  | Valentina           | Cortometraje                                     | Rubén Serra                         |
| 2014 | La carta                            | Paula               | Cortometraje                                     | Francisco Lorite                    |
| 2016 | Cigüeñas                            | Sarah Gardner (voz) | Largometraje                                     | Nicholas Stoller y Doug Sweetland   |
| 2016 | Lituania                            | Elena               | Cortometraje                                     | Iker Arce                           |
| 2016 | La satisfacción es para siempre     | Ella misma (voz)    | Cortometraje documental promocional de Freixenet | Jorge Palomar                       |
| 2017 | Errementari. El herrero y el diablo | Maite               | Largometraje                                     | Paul Urkijo                         |
| 2018 | Más que plata                       | Ella misma (voz)    | Cortometraje documental                          | Carlos Agulló                       |
| 2018 | Amargo era el postre                | Jeanette            | Cortometraje                                     | Diego Kataryniuk Di Costanzo        |
| 2018 | Más bonita que cualquiera           | Protagonista        | Cortometraje                                     | Israel Carrillo y Miguel Piedrafita |
| 2019 | Hijas de Cynisca                    | Ella misma          | Documental                                       | Beatriz Carretero                   |
| 2020 | Dar-Dar                             | Emakumea            | Cortometraje                                     | Paul Urkijo                         |

### Series de televisión
| Año       | Título                     | Cadena         | Personaje        | Notas         |
| --------- | -------------------------- | -------------- | ---------------- | ------------- |
| 2005      | Un paso adelante           | Antena 3       | Ella misma       | 1 episodio    |
| 2010      | Becarios                   | La Siete       | Reportera        | 2 episodios   |
| 2013      | El don de Alba             | Telecinco      | Almudena         | 1 episodio    |
| 2013      | La gira                    | Disney Channel | Ella misma       | 1 episodio    |
| 2013      | Frágiles                   | Telecinco      | Elena            | 1 episodio    |
| 2015      | Rabia                      | Cuatro         | Bárbara Figueras | 5 episodios   |
| 2015      | Gym Tony                   | Cuatro         | Natalia          | 1 episodio    |
| 2016      | El hombre de tu vida       | La 1 de TVE    | Julia            | 1 episodio    |
| 2019-2020 | El secreto de Puente Viejo | Antena 3       | Manuela Sánchez  | 164 episodios |

### Teatro
| Año       | Título               | Personaje | Director              | Notas                                             |
| --------- | -------------------- | --------- | --------------------- | ------------------------------------------------- |
| 2016      | La cocina            | Molly     | Sergio Peris-Mencheta | Teatro Valle-Inclán del Centro Dramático Nacional |
| 2019      | Linda Vista          | Anita     | José Pascual          | Teatro Valle-Inclán del Centro Dramático Nacional |
| 2021-2022 | Una historia de amor | Clara     | Alexis Michalik       | Gira a nivel nacional                             |

### Vídeos musicales
| Año  | Canción                | Artista        | Director     |
| ---- | ---------------------- | -------------- | ------------ |
| 2012 | «Valientes»            | Multielásticos | Javier Marco |
| 2014 | «Ni se te ocurra»      | Dani Flaco     | Juan Cruz    |
| 2020 | «Su locura, mi placer» | Camela         | Mario Ruiz   |

### Programas de televisión
| Año       | Título                         | Cadena            | Notas                                                                                     |
| --------- | ------------------------------ | ----------------- | ----------------------------------------------------------------------------------------- |
| 1995      | Deportes                       | ETB 1             | Entrevistada en reportaje junto a Tania Lamarca, Estíbaliz Martínez e Iratxe Aurrekoetxea |
| 1999      | Escuela del deporte            | La 2 de TVE       | Aparición en reportaje                                                                    |
| 2001      | Nadal a 3 bandes               | TV3               | Invitada junto a Nuria Velasco y Esther Escolar                                           |
| 2001      | Nomesports                     | La 2 de TVE       | Entrevistada en reportaje                                                                 |
| 2002      | Escuela del deporte            | La 2 de TVE       | Entrevistada en reportaje                                                                 |
| 2003      | El sueño olímpico. ADO 2004    | La 2 de TVE       | Entrevistada en reportaje                                                                 |
| 2006      | El desafío bajo cero           | Telecinco         | Concursante                                                                               |
| 2007      | TVist                          | TV3               | Entrevistada en reportaje                                                                 |
| 2007-2019 | Pasapalabra                    | Telecinco         | Participante                                                                              |
| 2008      | Ya te vale                     | La 1 de TVE       | Invitada junto a Juanma López Iturriaga                                                   |
| 2008      | Circus, más difícil todavía    | Cuatro            | Profesora                                                                                 |
| 2008-2009 | El hormiguero                  | Cuatro            | Colaboradora                                                                              |
| 2009      | Premios TP de Oro 2008         | La Sexta          | Encargada de entregar premio junto a Efrén Reyero                                         |
| 2009      | PokerStars: Estrellas en juego | Antena 3          | Concursante                                                                               |
| 2009      | Guerra de sesos                | Telecinco         | Presentadora junto a Jesús Vázquez                                                        |
| 2010      | Menuda és la nit               | Canal Nou         | Invitada                                                                                  |
| 2010      | 2011: ¡¿Estamos contentos?!    | La 1 de TVE       | Aparición en sketch inspirado en la escena del robo de la cafetería en Pulp Fiction       |
| 2010-2011 | Tiramillas                     | Marca TV          | Colaboradora                                                                              |
| 2011      | El hormiguero                  | Cuatro            | Invitada junto a Juan Rallo                                                               |
| 2011      | Espejo público                 | Antena 3          | Invitada junto a Juan Rallo                                                               |
| 2011      | II Trofeo Ciudad de Barcelona  | Esport3           | Homenajeada junto a Iratxe Aurrekoetxea                                                   |
| 2011      | Uno para ganar                 | Cuatro            | Concursante junto a Adrián Rodríguez y Canco Rodríguez                                    |
| 2012      | +Gente                         | La 1 de TVE       | Invitada junto a Paloma del Río                                                           |
| 2012      | Londres en juego               | La 1 de TVE       | Invitada                                                                                  |
| 2012      | Neox Fan Awards 2012           | Neox              | Encargada de entregar premio junto a David Bustamante                                     |
| 2013      | ¡Tú sí que vales!              | Telecinco         | Invitada para valorar a Yulia Raskina                                                     |
| 2013      | MasterChef                     | La 1 de TVE       | Invitada                                                                                  |
| 2013      | ¡Qué tiempo tan feliz!         | Telecinco         | Invitada                                                                                  |
| 2013      | Por arte de magia              | Antena 3          | Miembro del jurado                                                                        |
| 2015      | XTRA!                          | Non Stop People   | Invitada                                                                                  |
| 2015      | Insuperables                   | La 1 de TVE       | Defensora del concursante                                                                 |
| 2016      | Desafío 2016                   | La 1 de TVE       | Presentadora junto a Jaime Alguersuari                                                    |
| 2016      | Somos deporte                  | VTV Gasteiz       | Entrevistada junto a Tania Lamarca, Lorena Guréndez y Estíbaliz Martínez                  |
| 2016      | El hormiguero                  | Antena 3          | Invitada junto a Ricardo Gómez                                                            |
| 2016      | Espinete no existe             | La 1 de TVE       | Invitada junto a Fernando Romay                                                           |
| 2017      | Ellas                          | La 1 de TVE       | Aparición en reportaje                                                                    |
| 2017      | Dani & Flo                     | Cuatro            | Invitada                                                                                  |
| 2018      | Land Rober - Tunai Show        | TVG               | Invitada junto a Patricia Vázquez                                                         |
| 2018      | ¡Vaya con los abuelos!         | Canal Extremadura | Aparición en reportaje junto a su abuelo Fernando Tostado                                 |
| 2018      | Got Talent España              | Telecinco         | Invitada para valorar al Club Gimnasia Rítmica Quart de Poblet                            |
| 2018      | Volverte a ver                 | Telecinco         | Invitada                                                                                  |
| 2018      | De mayor quiero ser...         | Divinity          | Aparición en reportaje junto a Sonia Abejón y el Club Gimnasia Rítmica San Fernando       |
| 2018      | Viva la vida                   | Telecinco         | Invitada                                                                                  |
| 2018      | Mi casa es la tuya             | Telecinco         | Invitada junto a Christian Gálvez                                                         |
| 2019      | El hormiguero                  | Antena 3          | Invitada junto a Toni Cantó                                                               |
| 2019      | MasterChef Celebrity           | La 1 de TVE       | Concursante                                                                               |
| 2019      | Está pasando                   | Telemadrid        | Invitada                                                                                  |
| 2020      | El hormiguero                  | Antena 3          | Invitada                                                                                  |
| 2020      | Quédate en casa con TDP        | Teledeporte       | Entrevistada junto a Sara Bayón                                                           |
| 2023      | Tu cara me suena               | Antena 3          | Invitada                                                                                  |
| 2023      | Joaquín, el novato             | Antena 3          | Invitada                                                                                  |
| 2024      | Bailando con las estrellas     | Telecinco         | Invitada                                                                                  |

### Competiciones narradas con Paloma del Río
| Año  | Competición                                               |
| ---- | --------------------------------------------------------- |
| 2011 | Campeonato Mundial de Gimnasia Rítmica de Montpellier     |
| 2012 | Campeonato Europeo de Gimnasia Rítmica de Nizhni Nóvgorod |
| 2012 | Juegos Olímpicos de Londres 2012                          |
| 2014 | Campeonato Europeo de Gimnasia Rítmica de Bakú            |
| 2015 | Campeonato Europeo de Gimnasia Rítmica de Minsk           |
| 2015 | Campeonato Mundial de Gimnasia Rítmica de Stuttgart       |
| 2016 | Copa del Mundo de Gimnasia Rítmica de Guadalajara         |
| 2016 | Campeonato Europeo de Gimnasia Rítmica de Jolón           |
| 2016 | Juegos Olímpicos de Río 2016                              |
| 2017 | Copa del Mundo de Gimnasia Rítmica de Guadalajara         |
| 2017 | Campeonato Mundial de Gimnasia Rítmica de Pésaro          |
| 2018 | Copa del Mundo de Gimnasia Rítmica de Guadalajara         |
| 2018 | Campeonato Europeo de Gimnasia Rítmica de Guadalajara     |
| 2018 | Juegos Mediterráneos de Tarragona 2018                    |
| 2018 | Campeonato Mundial de Gimnasia Rítmica de Sofía           |
| 2020 | Campeonato Europeo de Gimnasia Rítmica de Kiev            |
| 2021 | Campeonato Europeo de Gimnasia Rítmica de Varna           |
| 2021 | Campeonato Mundial de Gimnasia Rítmica de Kitakyushu      |
| 2022 | Campeonato Europeo de Gimnasia Rítmica de Tel Aviv        |
| 2022 | Campeonato Mundial de Gimnasia Rítmica de Sofía           |

## Publicidad
- Dos anuncios de Cola Cao (1996). Aparición junto al resto del equipo en dos spots televisivos para Cola Cao, entonces patrocinador del Programa ADO.
- Anuncio de Campofrío (1996). Aparición junto al resto de la selección española en anuncio de televisión de la empresa cárnica, entonces patrocinador de la Federación.
- Imagen de Nike Women, línea de ropa deportiva femenina de Nike (2005-2008).
- Modelo para la colección invierno 2006 de la firma de ropa Love Store (2005).
- Campaña de promoción de una colección de moda baño de la cadena de supermercados Carrefour (2009).
- Campaña nacional «Somos Extremadura» de Marca Extremadura junto al deportista José Manuel Calderón y el cantante Huecco, incluyendo un spot (2010).
- Vídeo promocional de la RFEG titulado «El sueño de volar» (imágenes de archivo), dirigido por Carlos Agulló (2015).[72]
- Imagen de la gama UV Sport de Delial Garnier (2015).
- Anuncio de televisión para Thins (2017).[73]
- Spot para Animal Crossing: New Horizons y Nintendo Switch (2020).[74]
- Imagen de Nestlé Fitness (2021).[75]

## Libros
- Estupenda en 9 semanas y media (15 de marzo de 2011). Escrito junto a Juan Rallo.
- Monstruos de minuto y medio (20 de mayo de 2019).
- Caminar sin punteras (23 de marzo de 2023)

### Olympia
- Olympia 1. Punteras negras (29 de octubre de 2014).
- Olympia 2. Un paso más (29 de octubre de 2014).
- Olympia 3. Un mundo de dos sabores (14 de mayo de 2015).
- Olympia 4. La cinta roja (22 de octubre de 2015).
- Olympia 5. Un giro inesperado (22 de octubre de 2015).
- Olympia 6. En busca del sueño (7 de abril de 2016).
- Olympia 7. Verano en blanco (2 de junio de 2016).
- Olympia 8. Barras y estrellas (2 de junio de 2016).
- Olympia 9. Los Juegos Olímpicos de Atlanta (17 de noviembre de 2016).

### TrilogíaOlympia y las guardianas de la rítmica
- 1. Olympia y las guardianas de la rítmica (12 de abril de 2017).
- 2. Olympia y la fábrica de gimnastas (8 de junio de 2017).
- 3. Olympia y las auténticas deportistas (5 de octubre de 2017).

### El mundo de Olympia
- El mundo de Olympia 1. La fuerza de los cambios (12 de abril de 2018).
- El mundo de Olympia 2. La libertad enjaulada (7 de junio de 2018).
- El mundo de Olympia 3. Boomerang hacia Sídney (8 de noviembre de 2018).
- El mundo de Olympia 4. El coraje oculto (25 de abril de 2019).
- El mundo de Olympia 5. Atenas en juego (8 de octubre de 2020).
- El mundo de Olympia 6. Desafío sobre hielo (11 de marzo de 2021).
- El mundo de Olympia 7. El beso de Pekín (14 de octubre de 2021).